# بی‌پی

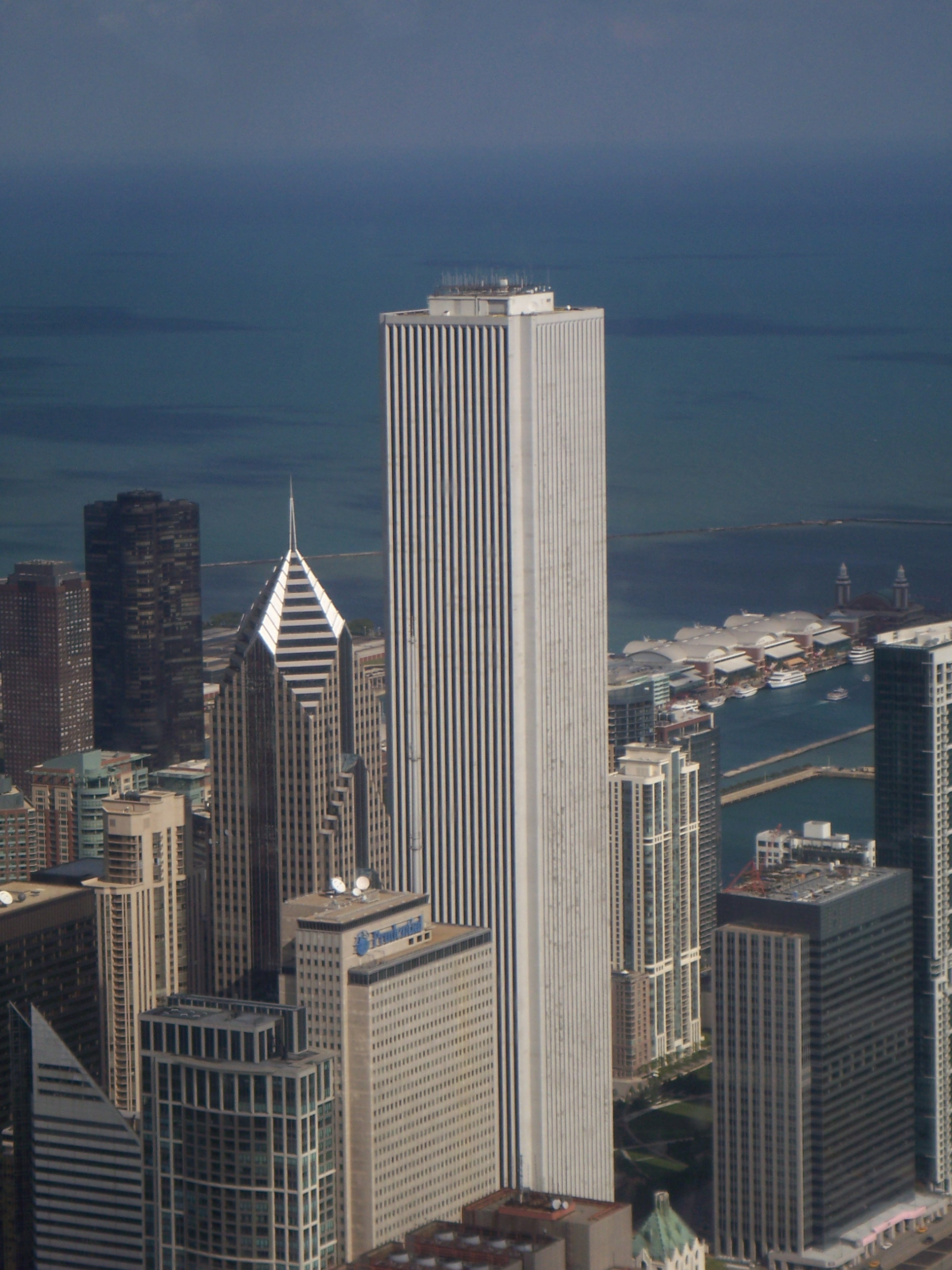
ساختمان اداری شرکت بی‌پی در شیکاگو

بی‌پی (به انگلیسی: BP) یا بریتیش پترولیوم شرکت نفت‌وگاز چندملیتی بریتانیایی است، که دفتر مرکزی آن در شهر لندن قرار دارد و با نام اولیه  شرکت نفت آنگلو-پرشین (Anglo-Persian Oil Company)  در سال ۱۹۰۹ تأسیس شد. شرکت بی‌پی در سال ۲۰۱۱ به‌عنوان چهارمین شرکت جهان بر پایه میزان درآمد و سومین تأمین‌کننده بزرگ انرژی در جهان شناخته شد. شرکت بی‌پی به همراه شرکت‌های شل، شورون، اکسان‌موبیل، و توتال، ۵ شرکت بزرگ نفتی جهان به‌شمار می‌آیند که تحت عنوان سوپرمیجر طبقه‌بندی می‌شوند.
حوزه فعالیت شرکت بی‌پی کلیه بخش‌های عملیاتی صنایع نفت و گاز را در بر می‌گیرد. این شرکت در زمینه اکتشاف و تولید، پالایش، پخش و بازاریابی نفت خام، گاز طبیعی و میعانات گازی، همچنین تولید محصولات پتروشیمی و طیف وسیعی از مواد شیمیایی فعالیت می‌نماید. بی‌پی همچنین دارای فعالیت در حوزه تولید انرژی‌های تجدیدپذیر، سوخت‌های زیستی، و تولید برق با استفاده از انرژی بادی و خورشیدی است.
ظرفیت تولید نفت خام بی‌پی به‌طور متوسط معادل ۳ میلیون و ۴۰۰ هزار بشکه در روز است. این شرکت محصولات خود را در ۸۰ کشور عرضه می‌کند. شرکت بریتیش پترولیوم مالک شبکه‌ای از ۱۸٫۳۰۰ جایگاه پمپ‌بنزین در سرتاسر جهان است.
بزرگ‌ترین شعبه بین‌المللی بی‌پی در ایالات متحده مستقر است که به‌عنوان دومین تولیدکننده نفت و گاز در ایالات متحده محسوب می‌شود.
بخشی از سهام شرکت بی‌پی در بازارهای بورس لندن، بورس نیویورک و بورس فرانکفورت معامله می‌شود و در سال ۲۰۱۲ با ارزش بازار ۸۱٫۴ میلیارد پوند، در رتبه چهارم از بزرگ‌ترین شرکت‌های فعال در بازار بورس لندن قرار داشت.

## تاریخچه
در مه ۱۹۰۱ ویلیام ناکس دارسی از سوی مظفرالدین شاه قاجار، امتیاز اکتشاف نفت را دریافت کرد و متعاقب آن، تیم ارسالی توسط وی در مه ۱۹۰۸ پس از هفت سال اکتشاف در مناطق جنوبی و جنوب‌غربی فلات ایران، سرانجام در شهر مسجدسلیمان به نفت رسیدند.

### شرکت نفت ایران و انگلیس

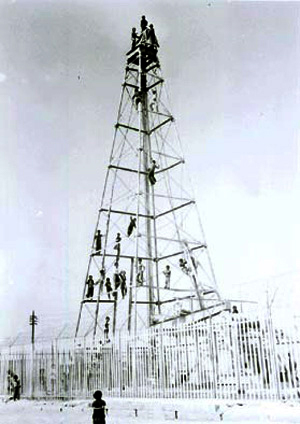
چاه شماره یک مسجدسلیمان؛ سال ۱۹۰۸

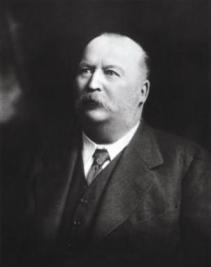
ویلیام ناکس دارسی

بریتیش پترولیوم جایگزین شرکت نفت ایران و انگلیس می‌شود. منبع: بی‌پی ۵۰ سال در تصاویر

شرکت نفت ایران و انگلیس در ۱۴ آوریل ۱۹۰۹ به عنوان یک شرکت تابعه از شرکت نفت برمه تأسیس شد و بلافاصله شروع به بهره‌برداری از چاه شماره یک نمود. یک سال بعد، یک خط لوله از این میدان به شهر بندری آبادان کشیده شد و با حمل وسایل و تجهیزات کارخانه‌ای، پالایشگاه آبادان احداث شد و با کارگران مختلف هندی، چینی و برمه‌ای شروع به کار کرد.
در سال ۱۹۱۲ شرکت نفت آنگلو-پرشین و تاجر ارمنی؛ کالوست گلبنکیان، شرکت نفت ترکیه را، تأسیس نمودند و در پی آن در سال ۱۹۱۴ آنگلو-پرشین به‌طور رسمی مالک ۵۰٪ درصد از سهام شرکت نفت ترکیه شد. هدف از تأسیس این شرکت دستیابی به نفت منطقه میان‌رودان (عراق کنونی) بود که امتیاز اکتشاف نفت آن از سوی دولت عثمانی به این شرکت وعده داده شده بود.
در سال ۱۹۲۳ شرکت نفت برمه، وینستون چرچیل (نخست‌وزیر سال‌های بعدی بریتانیا) را به عنوان وکیل و مشاور حقوقی شرکت استخدام نمود. وی به منظور دریافت حقوق انحصاری فروش نفت ایران به نفع شرکت متبوع خود شروع به رایزنی با دولت وقت بریتانیا نمود و در نهایت، چرچیل موفق شد تولید انحصاری از منابع نفتی ایران را برای شرکت نفت آنگلو-پرشین یا همان بی پی (که بازوی عملیاتی شرکت نفت برمه بود) دریافت نماید.
با افزایش شمار خودروها در دهه ۱۹۲۰ میلادی، پمپ بنزین‌هایی با نشان بی‌پی در بریتانیا راه‌اندازی شدند و تعدادشان از ۷۹ جایگاه در سال ۱۹۲۱ به ۶٫۰۰۰ جایگاه سوخت در ۱۹۲۵ افزایش یافت که بنزین موردنیاز آن‌ها را شرکت نفت آنگلو-پرشین از استخراج نفت خام در جنوب ایران تأمین می‌کرد. در سال ۱۹۲۵ شرکت نفت ترکیه نیز موفق شد امتیاز استخراج از میدان‌های نفتی عراق را از دولت تازه تأسیس عراق که تحت قیومیت بریتانیا بود، دریافت کند. شرکت نفت ترکیه در نهایت در ۱۴ اکتبر ۱۹۲۷ به منابع نفتی عراق دست یافت.
در سال ۱۹۲۸ بر اثر تغییرات ژئوپولتیک ایجاد شده در عراق و در پی شکست امپراتوری عثمانی و تصویب توافقنامه خط قرمز (رد لاین)، این منطقه استقلال یافت و در نتیجه، نام شرکت نفت ترکیه به شرکت نفت عراق تغییر پیدا کرد و در شرکت جدید، سهام آنگلو-پرشین نیز به ۲۳٫۷۵٪ درصد کاهش یافت.
در سال ۱۹۳۵ بنا به درخواست رضاشاه از جامعه بین‌المللی، نام کشور از «پرشیا» به «ایران» تغییر پیدا کرد. این تغییر، بلافاصله در شرکت نفت آنگلو-پرشین نیز اعمال شد و نام آن، به «شرکت نفت ایران و انگلیس» تغییر یافت. در جنگ جهانی دوم شرکت‌های دارنده نشان‌های «بی‌پی» و «شل» با هم ادغام شدند و به عرضه بنزین پرداختند. اما چرچیل، شرکت نفت ایران و انگلیس را ملزم به حمایت از دولت وقت بریتانیا، در طول جنگ دوم جهانی کرد. در این دوره، دو شرکت آمریکایی آموکو و سوهایو که بعدها توسط بی‌پی خریداری شدند نیز به تولید و عرضه سوخت هواپیما و روغن موتور برای استفاده ماشین جنگی متفقین پرداختند. در طول جنگ دوم جهانی، شمار ۴۴ فروند نفت‌کش از شرکت نفت ایران و انگلیس، غرق شد.
پس از جنگ، شرکت نفت ایران و انگلیس به سرمایه‌گذاری در ساخت پالایشگاه‌های مختلف در فرانسه، آلمان، ایتالیا و نیز بازاریابی فراورده‌های نفتی در یونان، هلند و سوئد پرداخت و بنزین بی‌پی در نیوزیلند برای نخستین بار عرضه و به فروش رفت. پس از جنگ جهانی دوم، احساسات ناسیونالیستی در خاورمیانه ظهور کرد که مهم‌ترین آن‌ها ناسیونالیسم ایرانی و ناسیونالیسم عربی بودند. در آشفتگی‌های آن دوره، مدیران ایرانی شرکت نفت ایران و انگلیس با پشتیبانی نخست‌وزیر وقت؛ حاجعلی رزم‌آرا از موقعیت ایجاد شده استفاده کردند و به منظور تجدید نظر در قوانین و مقررات امتیازی در کنسرسیوم برای افزایش سهم ایران به دولت بریتانیا فشار وارد کردند.
در مارس ۱۹۵۱ علی رزم‌آرا ترور شد و در پی آن، محمد مصدق از سوی مجلس شورای ملی به‌عنوان نخست‌وزیر جدید انتخاب شد. در آوریل ۱۹۵۱ مجلس شورای ملی به اتفاق آراء صنعت نفت ایران را ملی اعلام کرد. سپس شرکت ملی نفت ایران تأسیس شد. در پی آن، شرکت نفت ایران و انگلیس، مدیریت و کارکنان خود را از ایران خارج و اقدام به تحریم بین‌المللی فروش نفت ایران نمود. دولت بریتانیا نیز که مالک اصلی این شرکت بود، ابتدا پرونده این مجادله را در دیوان بین‌المللی دادگستری مطرح کرد و علیه ایران، اقامه دعوی نمود. ولی پس از مدتی از شکایت خود صرفنظر کرد.
پس از کودتای ۲۸ مرداد در ایران، دولت مصدق کنار گذاشته و در اوت ۱۹۵۳ فضل‌الله زاهدی به عنوان نخست‌وزیر جدید انتخاب شد. کمی بعد محمدرضا پهلوی که از زمان شروع نا آرامی‌ها در ایتالیا به سر می‌برد نیز به ایران بازگشت. از آن پس، برنامه‌ای هماهنگ با هدف تضعیف مصدق تحت نام «عملیات آژاکس» توسط سازمان سازمان اطلاعات مرکزی (سیا) و سرویس اطلاعات مخفی بریتانیا به اجرا درآمد.

### بریتیش پترولیوم
بریتیش پترولیوم، سرانجام در سال ۱۹۵۴ با تغییر نام شرکت نفت ایران و انگلیس تشکیل شد. پس از کودتای ۲۸ مرداد عملاً صادرات نفت ایران قطع شد. به منظور خارج کردن نفت ایران و انتقال آن به بازار بین‌المللی، در اکتبر ۱۹۵۴ شرکتی بنام «شرکت‌کنندگان نفت ایران» (به انگلیسی: Iranian Oil Participants) در لندن تأسیس شد.
بریتیش پترولیوم یکی از اعضای مؤسس آن بود و با دارا بودن ۴۰٪ درصد از سهام این شرکت، مالک اصلی آن بحساب می‌آمد. این شرکت به نمایندگی از شرکت ملی نفت ایران وظیفه مدیریت تأسیسات نفتی را برعهده داشت. در نهایت، با مذاکرات نهایی و پذیرفتن دو شرط از سوی هیئت ایرانی، کنسرسیوم موافقت نمود که سود بر اساس ۵۰–۵۰ با ایران محاسبه شود. اما شرط اول حسابرسان ایرانی حق بازرسی دفاتر این شرکت را نخواهند داشت و شرط دوم ایرانیان حق داشتن عضو در هیئت مدیره شرکت را نیز نخواهند داشت.
چند سال پیش از آن در سال ۱۹۵۳ بریتیش پترولیوم فراتر از خاورمیانه گسترش یافته و وارد بازار نفت کانادا شد. سپس به منظور گسترش بیشتر، در سال ۱۹۵۹ وارد فعالیت اکتشاف نفت در آلاسکا شد. در سال ۱۹۶۵ به عنوان نخستین شرکت، شروع به تولید نفت از دریای شمال نمود. در ۱۹۶۹ شرکت تابعه «بی‌پی کانادا» تأسیس شد. در سال ۱۹۷۱ در کشور کانادا ۹۷٫۸٪ درصد از سهام شرکت نفتی سوپر تست پترولیوم را خرید. سپس آن را با بی‌پی کانادا ادغام کرد.
بی‌پی ۵۰ سال را به دنبال اکتشاف نفت در بریتانیا بدون کسب نتیجه گذراند. ولی در سال ۱۹۶۶ در کانال مانش، گاز طبیعی کشف کرد. با رکود این دهه، به دنبال کشف نفت در آلاسکا و نیز دریای شمال بود و در نهایت در سال ۱۹۷۰ موفق به کشف نفت، در «میدان فورتیز» شد.

### استاندارد اویل اوهایو
استاندارد اویل اوهایو که بنام سوهایو نیز شناخته می‌شود از شرکت‌های اولیه تشکیل‌دهنده شرکت استاندارد اویل بود، که در سال ۱۹۷۸ توسط بریتیش پترولیوم خریداری شد. هدف از خرید این شرکت، نفوذ و حضور هرچه بیشتر به بازار ایالات متحده آمریکا بود.
علی‌رغم ملی شدن تدریجی صنعت نفت در اکثر کشورهای نفت‌خیز، کشتیرانی بی‌پی در سال ۱۹۷۲، معادل ۱۴۰ میلیون تن نفت از خاورمیانه جابجا کرد و در ۱۹۸۳ این ظرفیت را به ۵۰۰٫۰۰۰ بشکه رسانید، زیرا خاورمیانه ۸۰٪ درصد از نفت بی‌پی را تأمین می‌کرد. اما عمده فعالیت بی‌پی در دهه ۱۹۷۰ میدان فورتیز اسکاتلند بود، که به ساخت یک سکوی خط لوله زیردریایی همراه شد.
انتقال نفت اکتشافی در آلاسکا و خط لوله ۱۲۰۰ کیلومتری «ترانس-آلاسکا» به لحاظ زیست‌محیطی، مباحث زیادی را برانگیخت و اجرای آن را منوط به تأیید دولت ایالات متحده آمریکا کرد. این پروژه، بزرگ‌ترین پروژه عمرانی آن سال بی‌پی بود.
در ساخت این خط لوله ۲۸٫۰۷۲ نفر مشارکت داشتند و طراحی آن، به‌گونه‌ای صورت گرفت، تا به اندازه کافی، از سطح زمین بالاتر قرار گیرد، که لایه یخی روی زمین، به‌علت دمای بالای نفت داخل لوله، ذوب نشود و بر رفتار و مهاجرت گونه‌ها اثر منفی نگذارد.

### بی‌پی پی‌ال‌سی
در سال ۱۹۷۲ دولت بریتانیا آخرین سهام خود در بی‌پی را به فروش گذاشت و بی‌پی کاملاً خصوصی شد و از سوی دیگر بی‌پی نیز، با فروش سهام متفرقه خود (مانند معادن و موادغذایی) که جزء فعالیت‌های محوری آن نبود، به یک شرکت کاملاً نفتی تبدیل شد.
کانون توجه بی‌پی تا ۶ دهه اول فعالیتش، منطقه خاورمیانه بود، اما از دهه ۱۹۶۰ به بعد، کانون توجه آن به سوی غرب، آمریکا و خود انگلیس معطوف شد. این شرکت با تجدید ساختار و فرهنگ از دهه ۱۹۸۰ (و بعدها در دهه ۱۹۹۰ توسط سر جان بران رئیس وقت هیئت مدیره) از یک شرکت قدیمی، به یک شرکت بین‌المللی تبدیل شد و اینک در ۷۰ کشور جهان فعالیت دارد و سال ۲۰۰۶ دومین شرکت بزرگ جهان، از لحاظ میزان درآمد، انتخاب شد.
با گسترش دامنه فعالیت‌های بی‌پی در روسیه و دریای خزر و تجهیزات تحقیقاتی جدید، بی‌پی به مرزهای جدید انرژی روی آورد و محیط زیست را نیز در اولویت‌های خود قرار داد. بی‌پی در طرح «شهرهای سبز» اروپا شرکت کرد و کسب‌وکار انرژی خورشیدی خود را، در قالب شرکت بی‌پی سولار، توسعه بخشید.
نصب نیروگاه خورشیدی در فیلیپین، کمک به ارائه اتوبوس‌های هیدروژنی در لندن و نیز سوخت‌های موتور جدید و پاک‌تر و ایجاد واحد انرژی‌های جایگزین، در راستای این سیاست جدید بی‌پی، برای حفاظت محیط زیست بوده است.
شرکت بی‌پی که در اوج ناامیدی از کشف نفت در ایران متولد شد، در آغاز قرن ۲۱ میلادی، پس از نزدیک به ۱۰۰ سال فعالیت در این صنعت، با راه‌اندازی خط لوله جیحان-تفلیس-باکو (آذربایجان، گرجستان و ترکیه) و سایر پروژه‌های عظیم بالادستی آنگولا، روسیه و خلیج مکزیک، به یکی از بزرگ‌ترین شرکت‌های انرژی در جهان تبدیل شده و سعی دارد با فعالیت بر روی انرژی‌های جایگزین، موقعیت خود را در آینده نیز حفظ نماید.

## شرکت‌های تابعه

### آموکو
آموکو (به انگلیسی: Amoco) یا استاندارد اویل ایندیانا، شرکت نفتی و پتروشیمی آمریکایی است. این شرکت در سال ۱۸۸۹ به عنوان زیرمجموعه‌ای از استاندارد اویل تأسیس شد. در سال ۱۹۲۲ به آموکو تغییر نام داد و در سال ۱۹۸۷ بی‌پی ۲۵٪ درصد از سهام آموکو را خریداری کرد.
در ابتدای دهه ۱۹۹۰ میلادی شرکت بی‌پی برای گسترش بیشتر نفوذ خود در آمریکا، تصمیم گرفت از تأسیسات خود برای رساندن بنزین آلاسکا به این کشور، استفاده کند. بی‌پی که فقط ۲۵ درصد سهام استاندارد اویل ایندیانا (آموکو) را داشت، در سال ۱۹۹۸ همه سهام آن را خریداری نمود. سپس دو شرکت با هم ادغام شدند و شرکت جدید «بی‌پی آموکو» نام گرفت.

### آرکو
آرکو (به انگلیسی: Arco) (مخفف آتلانتیک ریچفیلد کمپانی) شرکت نفتی آمریکایی است که حوزه فعالیت‌های آن، در ایالات متحده، اندونزی و میدان‌های نفتی دریای شمال و دریای جنوبی چین است.
این شرکت در سال ۱۹۶۶ در شهر لا پالما، کالیفرنیا تأسیس شد. شرکت آرکو در سال ۲۰۰۰ توسط بی‌پی خریداری شد. شرکت آرکو در حال حاضر دارای ۱٫۳۰۰ جایگاه پمپ بنزین در ایالات متحده است.

### کسترول
کسترول (به انگلیسی: Castrol) برند جهانی تولیدکننده و فروشنده روغن موتور بریتانیایی است، که در سال ۱۸۹۹ در شهر لیورپول تأسیس شد. این شرکت در سال ۱۹۶۶ با شرکت نفت برمه ادغام شد و شرکت جدید برمه-کسترول نام گرفت.
سپس در سال ۲۰۰۰ این شرکت توسط بی‌پی و با مبلغ ۳ £ میلیارد پوند، خریداری شد و پس از ادغام شرکت نفت برمه با بی‌پی، نام شرکت بار دیگر به کسترول تغییر یافت. این شرکت در حال حاضر به عنوان یکی از شرکت‌های زیرمجموعه بی‌پی به‌شمار می‌آید، ولی مدیریت آن کاملاً مستقل است.

### آرال آگ
آرال آگ (به انگلیسی: Aral AG) شرکت نفتی آلمانی-لوگزامبورگی است، که دارای جایگاه‌های پمپ بنزین در اروپای غربی و اروپای مرکزی است. این شرکت در سال ۱۸۹۸ تأسیس شد.
در ۱۵ ژوئیه ۲۰۰۱ شرکت «بی‌پی آگ آلمان» ۵۱٪ از سهام این شرکت را تصاحب نمود و در ۱ فوریه ۲۰۰۲ بی‌پی بقیه سهام آرال را نیز خریداری کرد. در حال حاضر شرکت آرال آگ از شرکت‌های تابعه بی‌پی به‌شمار می‌آید.

### تی‌ان‌کی-بی‌پی
تی‌ان‌کی-بی‌پی (به انگلیسی: TNK-BP) شرکت نفتی روسی است، که دفتر مرکزی آن در شهر مسکو قرار دارد. این شرکت سومین تولیدکننده بزرگ نفت خام در روسیه است و در فهرست ده شرکت بزرگ نفتی خصوصی جهان نیز جای دارد. ۵۰ ٪ درصد از سهام این شرکت نفتی، متعلق به شرکت بی‌پی و ۵۰٪ درصد دیگر آن، متعلق به گروه آلفا است، که توسط شماری از بازرگانان روسی، تشکیل شده است.
در حال حاضر تی‌ان‌کی-بی‌پی، در روسیه مالک ۶ پالایشگاه و ۲۱۰۰ جایگاه پمپ بنزین است. با توجه به منابع عظیم نفت و گاز کشور روسیه، این ائتلاف برای بی‌پی بسیار مهم بوده و همراه با آن، یک تیم مشارکتی فناوری را نیز برای کاربرد روش‌ها و فناوری‌های بی‌پی، در منطقه خاص و جدید روسیه تأسیس کردند.
نزدیک به ۲۸٫۰۰۰ کیلومتر خط لوله و ۲۴٫۵۰۰ حلقه چاه تولیدی، معرف وسعت منطقه عملیاتی بی‌پی در روسیه است و تاکنون این شرکت ۴٫۷ میلیارد دلار سرمایه‌گذاری کرده و برای توسعه اکتشاف و بهره‌برداری، تصمیم دارد در دهه آتی ۱۵ میلیارد دلار دیگر نیز در این شرکت سرمایه‌گذاری کند.
تیم فناوری بی‌پی در این شرکت، از ۹۰ عضو تشکیل شده، که در ۷ کارگروه تخصصی شامل: حفاری، ارزیابی چاه، تزریق آب، پمپ‌های سرچاهی و مدیریت یکپارچه مخازن، فعالیت می‌کنند و نیز به شبکه اطلاعاتی متخصصان بی‌پی، در نقاط دیگر برای حل مشکلات حفاری و بهره‌برداری متصل می‌باشند.
این تیم توانسته است با به‌کارگیری سیستم ارزیابی مسیر چاه، که در آلاسکا بکار گرفته شده، با فناوری شکاف هیدرولیکی و افزایش نفوذپذیری نفت خام، برای افزایش تولید و بازیافت مخازن، استفاده از نرم‌افزار «استیم‌پلن» شبیه‌سازی و تحلیل سه‌بعدی مخازن (که توسط بی‌پی و آرکو در آلاسکا به کار گرفته شده) و ترجمه و آموزش آن، به روسی، به‌کارگیری پمپ‌های الکتریکی مکشی در چاه‌هایی که با سیالات و افزایش نفوذپذیری، باید سیالات سنگین را پمپ کنند، لوله‌های کربن استیل و تهیه بانک اطلاعاتی خطوط لوله از جمله این فناوری‌هاست.

### بی‌پی سولار
بی‌پی سولار (به انگلیسی: BP Solar) شرکت زیرمجموعه بی‌پی است، که فعالیت‌های مرتبط با تولید انرژی‌های تجدیدپذیر را بر عهده دارد. این شرکت در زمینه نصب، احداث و راه‌اندازی نیروگاههای انرژی تجدیدپذیر و سلول‌های خورشیدی فتوولتاییک فعالیت می‌نماید.
دفتر مرکزی شرکت بی‌پی سولار در شهر مادرید، اسپانیا قرار دارد و دارای عملیات در کشورهای هند، جمهوری خلق چین و بریتانیا است.

## عملیات

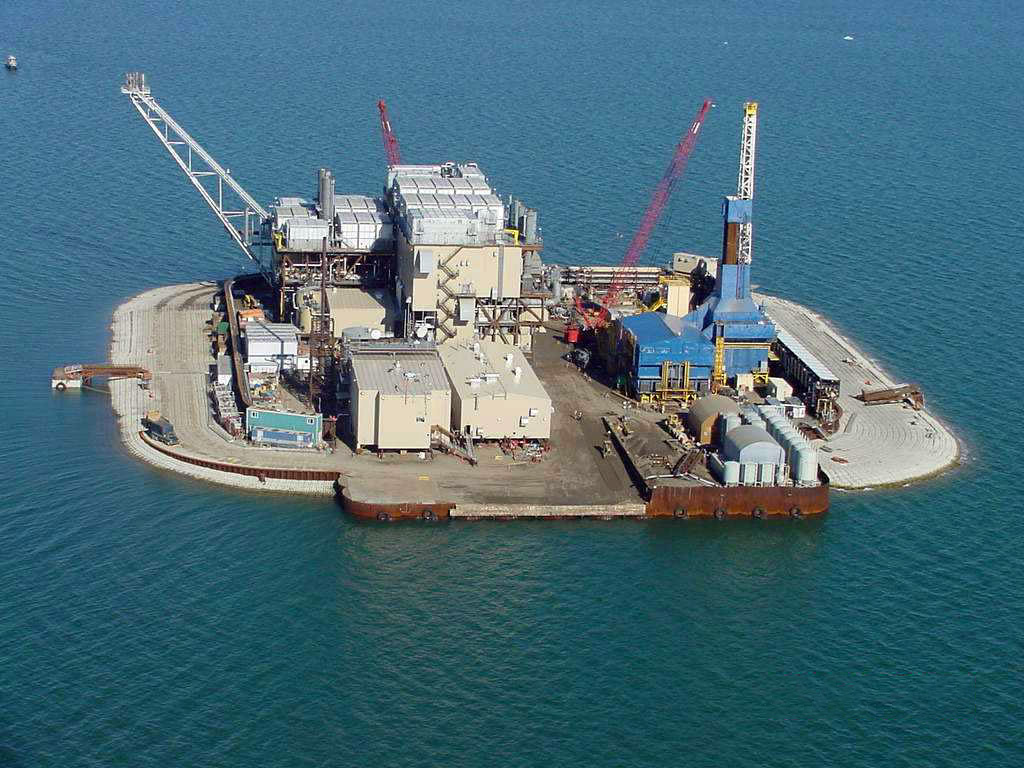
سایت حفاری بی‌پی جزیره نورت استار، در شمال آلاسکا

شرکت بی‌پی در حال حاضر در ۶ قاره دارای فعالیت است و فراورده‌های آن، در بیش از ۱۰۰ کشور به فروش می‌رسد. این شرکت در قاره آسیا در چین، اندونزی، هند و پاکستان در زمینه اکتشاف و تولید نفت و گاز به فعالیت پرداخته، همچنین در جمهوری خلق چین، فیلیپین، کره جنوبی و مالزی دارای کارخانجات تولید محصولات پتروشیمی است.
بی‌پی در چین، پیشرو در فعالیت مرتبط با گاز طبیعی مایع‌شده «ال‌ان‌جی» بوده و وارد چندین سرمایه‌گذاری مشترک شده است و این قبیل روابط مشترک تجاری را با کشورهایی مانند کویت و امارات متحده عربی نیز برقرار کرده است. یک واحد انرژی خورشیدی بی‌پی نیز، در هند فعالیت می‌کند و در چین و هند بازاریابی گسترده‌ای از روغن موتور و فراورده‌های نفتی دارد.
فعالیت‌های بخش عملیاتی بی‌پی در مجموع به سه حوزه تقسیم می‌شود:
- بخش بالادستی صنعت نفت
- بخش پایین‌دستی صنعت نفت
- بخش انرژی‌های تجدیدپذیر

### بخش بالادستی

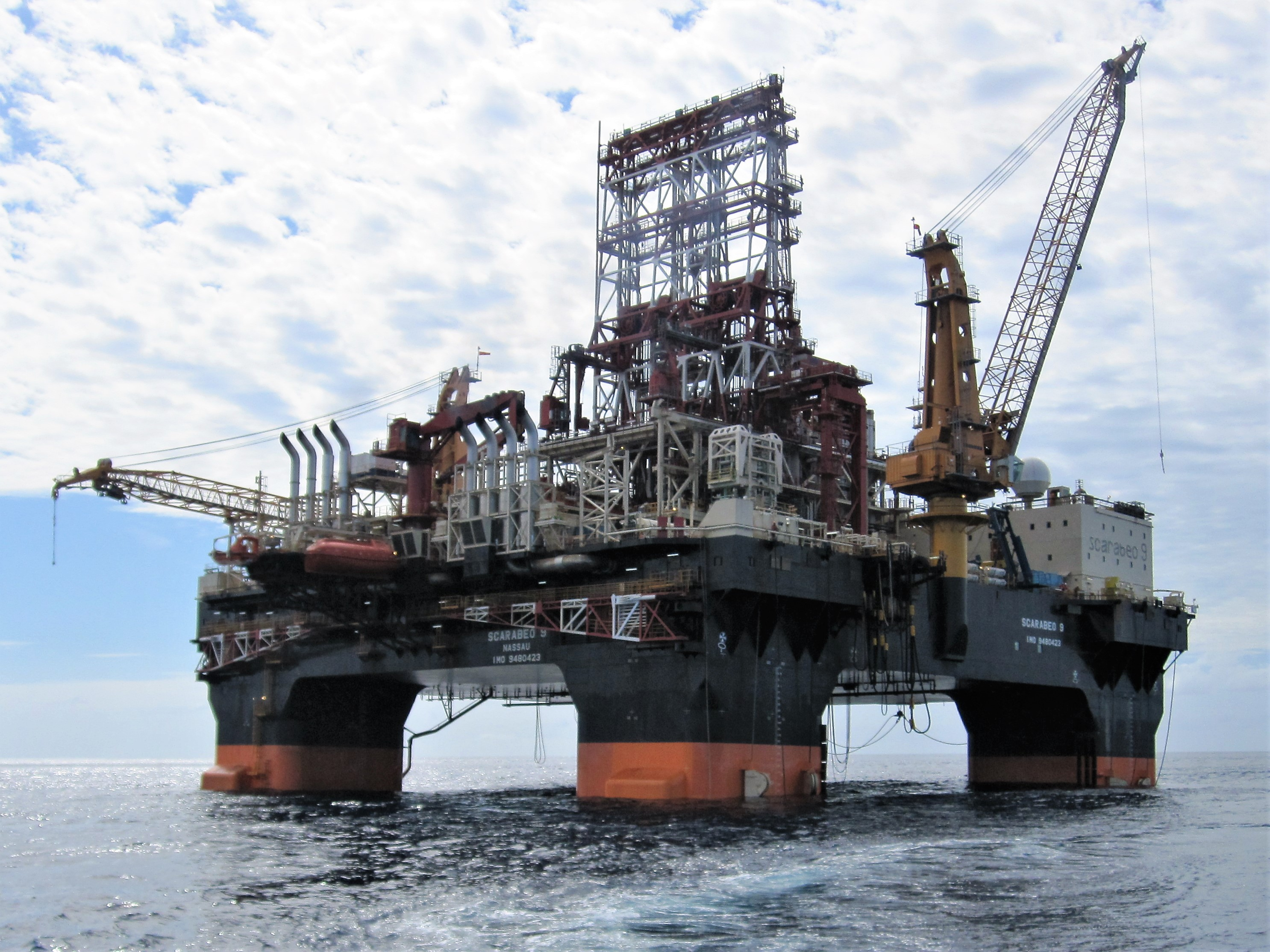
سکوی نیمه شناور حفاری بی‌پی، در تایلند

بخش بالادستی بی‌پی، از زنجیره گسترده فعالیت‌های اکتشاف، حفاری، تولید و انتقال نفت و گاز تشکیل شده است.
بخش بالادستی بی‌پی دارای فعالیت در هر دو بخش خشکی و دریایی بوده و دارای عملیات در بیش از ۳۰ کشور است و در حال حاضر، روزانه به‌طور متوسط معادل ۳٫۴ میلیون بشکه نفت تولید می‌نماید.
شرکت بریتیش پترولیوم یکی از توانمندترین شرکت‌های نفتی جهان در حوزه بالادستی به‌شمار می‌آید و هم‌اکنون در مناطق نفتخیز سراسر جهان، دارای پروژه‌های اکتشاف و استخراج نفت خام و گاز طبیعی است. این شرکت همچنین یکی از تخصصی‌ترین تیم‌های حفاری را در میان شرکت‌های نفتی دارا است، که از لحاظ ماشین‌آلات و تجهیزات، در هر دو بخش خشکی و فراساحلی، از پیشروهای صنعت حفاری به‌شمار می‌آید. در دسامبر ۲۰۱۱ کلیه ذخایر تجاری مایعات هیدروکربوری شرکت بی‌پی، معادل ۱۷٫۷۵ میلیارد بشکه نفت خام اعلام شد.

#### پروژه‌های بالادستی

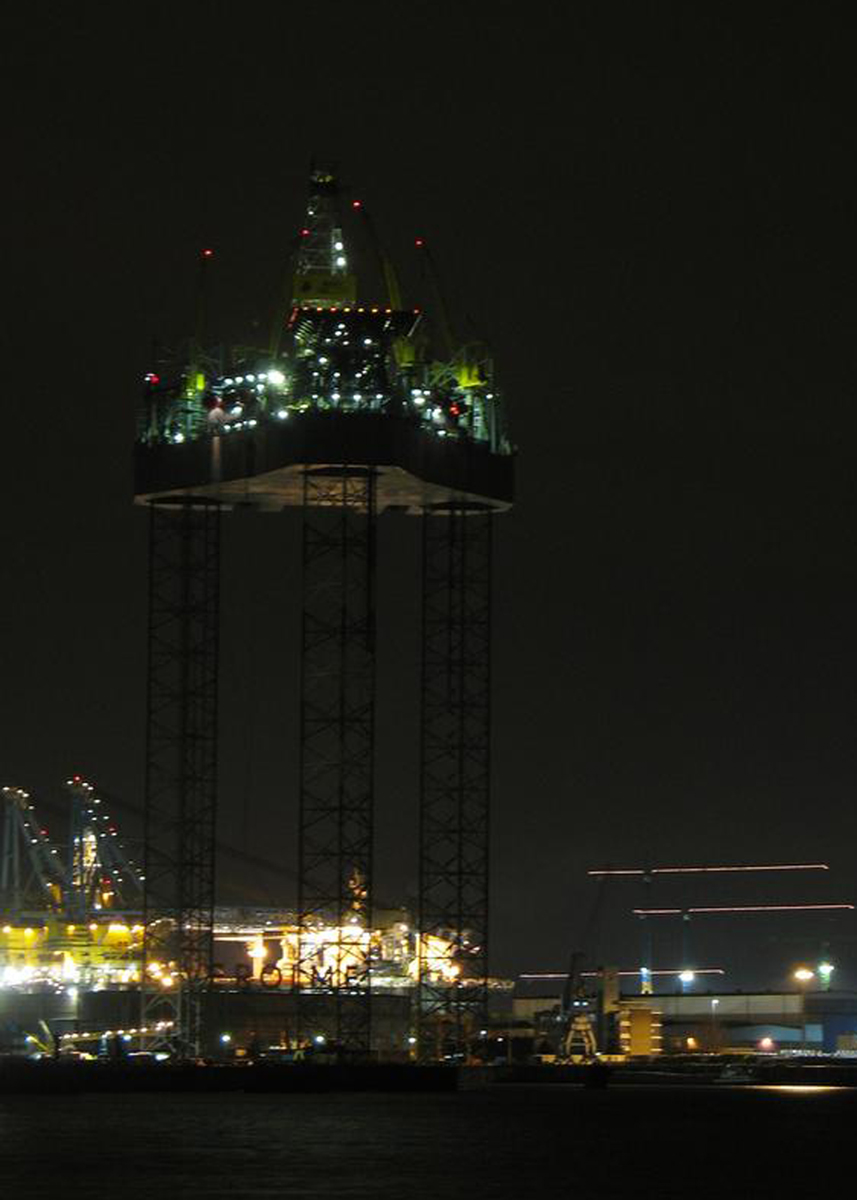
سکوی حفاری گوریلا در رتردام متعلق به بی‌پی

از پروژه‌های بزرگ اکتشاف و تولید این شرکت، در حال حاضر، می‌توان به ۴ پروژه توسعه میدان عظیم «تاندر هورس» در بخش نروژی دریای شمال، میدان‌های نفتی تگزاس و ساخت سکوی عظیم «پی‌دی‌کیو» برای آن، با گنجایش ۲۳۰ نفر، سکوی «هلستین» (برای بهره‌برداری در عمق ۱۳۲۴ متری) و نیز سکوهای «آتلانتیس» و «مد داگ» اشاره کرد، که جزء سکوهای عظیم این شرکت هستند.
پروژه کینگ ساب-سی پمپ نیز نخستین کاربردهای پمپ‌های چند فازی زیردریایی، در عمق ۳۰۰۰ فوتی، در میدان نفتی کینگ، خلیج مکزیک بوده است. از طرح‌های بزرگ دیگر این شرکت می‌توان به بهره‌برداری از سکوی عظیم آتلانتیس در آب‌های عمیق خلیج مکزیک در سال ۲۰۰۷ اشاره کرد، که با فناوری روز ساخته شده است.
بی‌پی در خلیج مکزیک دارای ۳٫۰۰۰ پرسنل است، که بر روی ۱۴ $ میلیارد دلار سرمایه‌گذاری این شرکت، در این منطقه کار می‌کنند. در سال ۲۰۰۷ این شرکت، دست به توسعه میدان نفتی گریت پلاتینیو در آنگولا زد و در آب‌های عمیق آن، از ۴۳ چاه حفاری شده، نفت استخراج نمود.

#### ناوگان کشتی‌رانی

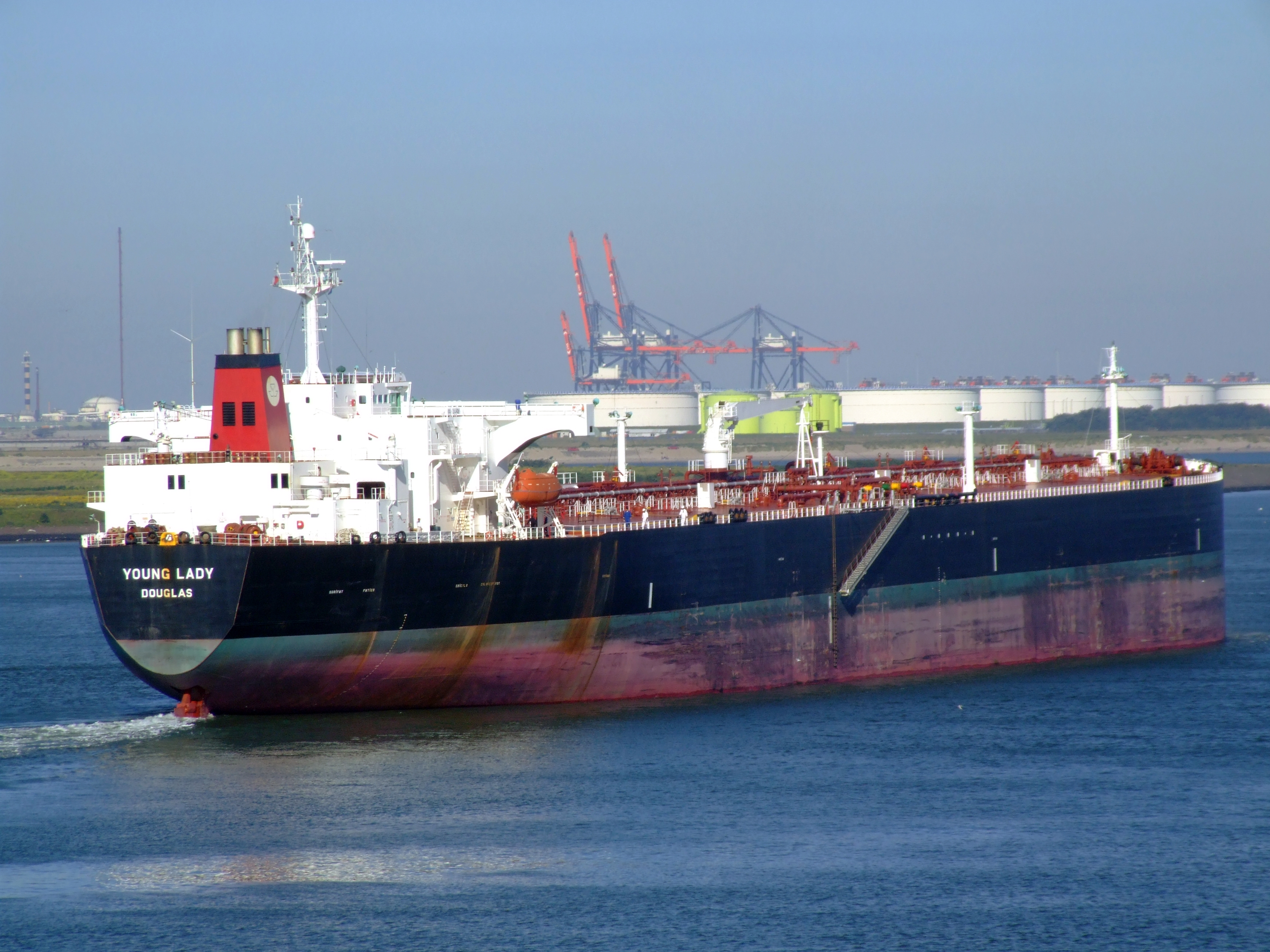
نفتکش متغلق به بی‌پی

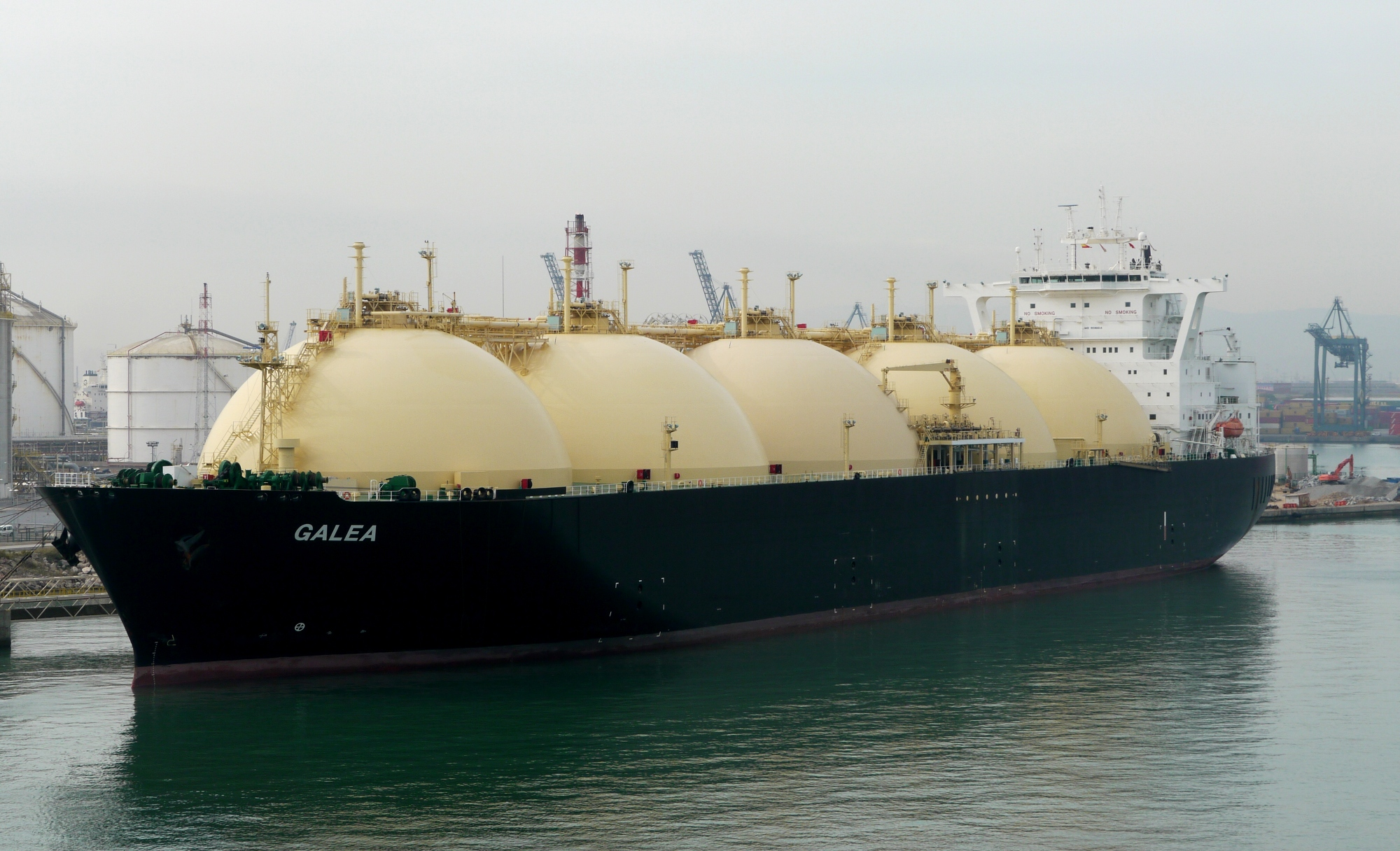
نفت‌کش انتقال دهنده ال‌ان‌جی بی‌پی

ناوگان کشتیرانی بی‌پی، نخستین بار در سال ۱۹۱۵ برای انتقال فراورده‌های شرکت نفت ایران و انگلیس تأسیس شد و اینک بیش از هزار دریانورد دارد، که ۴۰۰ نفر نیز در ساحل، ناوگان بی‌پی را پشتیبانی می‌کنند.
تا آخر سال ۲۰۰۶ این ناوگان ۵۷ فروند کشتی دریاپیما (۴ فروند غول‌پیکر، ۴۲ متوسط، هفت ال‌ان‌جی بر، سه ال‌پی‌جی بر)و ۲۴ فروند کشتی ساحلی سبک، را در اختیار داشته است.
به‌طورکلی این شرکت دارای ۱۰۰ کشتی ۶۰۰ تنی است، که متوسط سن آن‌ها ۲٫۵ سال است. سال ۲۰۰۳ پانزده نفت‌کش و سال ۲۰۰۷ چهل تانکر به آن اضافه شده است.
ناوگان کشتیرانی این شرکت دارای بارج، انواع یدک‌کش و نفت‌کشها، شناورهای FPSO و کشتی‌های حمل مواد نفتی و ال‌ان‌جی در کلاس‌های مختلف است و سالانه ۲۵۱ میلیون تن ماده حمل می‌کند و ۵٪ درصد ظرفیت حمل‌ونقل دریایی نفت جهان را به خود اختصاص داده است و در سال ۲۰۰۶، سالانه ۷٫۰۰۰ سفر دریایی داشته است.

#### خطوط لوله

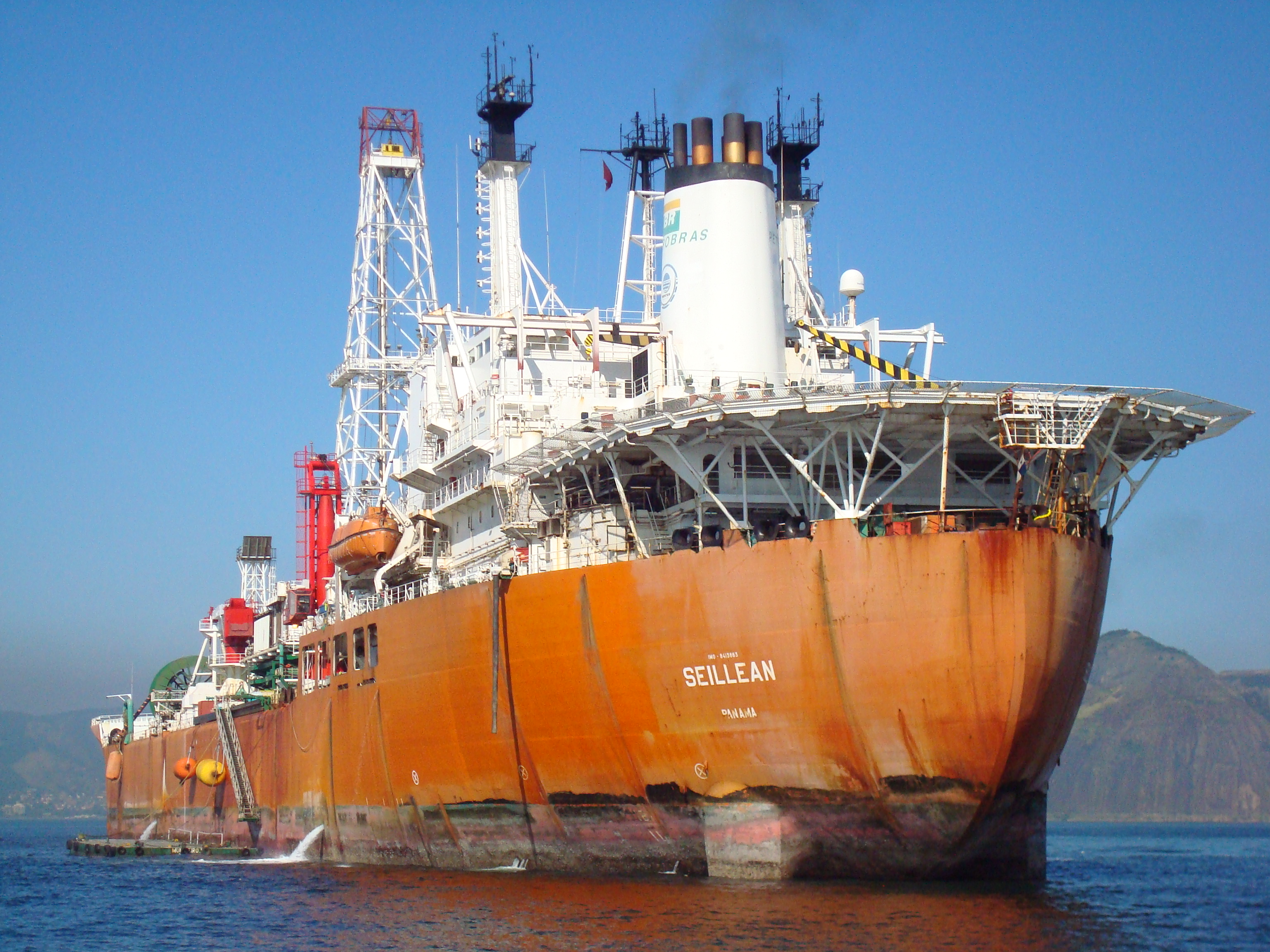
شناور FPSO متعلق به بی‌پی

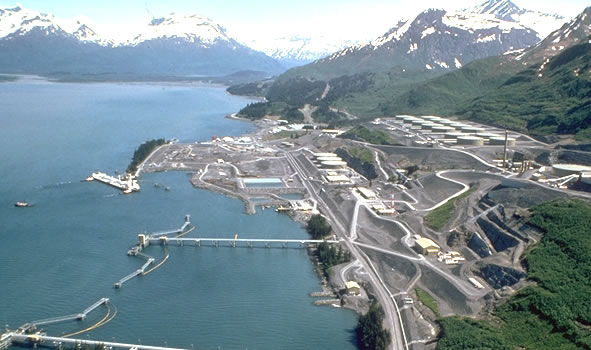
پایانه والدز مارین

شرکت بی‌پی تابه‌حال، در احداث خطوط لوله نفت و گاز بسیاری مشارکت داشته و می‌توان گفت، که در اکثر پروژه‌های بزرگ احداث خط لوله در سرتاسر جهان، حضور داشته است.
خط لوله باکو-تفلیس-جیحان به طول ۱۷۰۰ کیلومتر، نفت دریای خزر را، به سواحل دریای مدیترانه در ترکیه می‌رساند و بی‌پی در آن ۳۰٪ سهم دارد.
خط لوله گاز میردی، در خلیج مکزیک نخستین خط لوله آب‌های عمیق در جهان است (در عمق ۷۰۰۰ فوتی و خطوطی به طول ۷۴ کیلومتر که ۱ میلیون بشکه نفت را در روز انتقال می‌دهد) و بی‌پی مالک ۶۴٫۵٪ از این خط لوله است. اجرای این طرح در سال ۲۰۰۳ آغاز شد و در ۲۰۰۶ به بهره‌برداری رسید و ۱۴٪ از کل تولید گاز بی‌پی و ۵۰٪ از کل تولید خلیج مکزیک را به بازارهای عرضه گاز طبیعی انتقال می‌دهد.
خطوط لوله‌ای که بی‌پی به‌طور مستقیم در ساخت آن‌ها مشارکت داشته، عبارتند از:
- خط لوله باکو-سوپسا
- خط لوله باکو-تفلیس-جیحان
- خط لوله فورتیز
- خط لوله نی‌نیان
- خط لوله اقیانوسیه
- خط لوله غرب شتلند
- خط لوله اروپای شرقی
- خط لوله شاه دنیز
- خط لوله گاز آلاسکا

##### خط لوله باکو-سوپسا

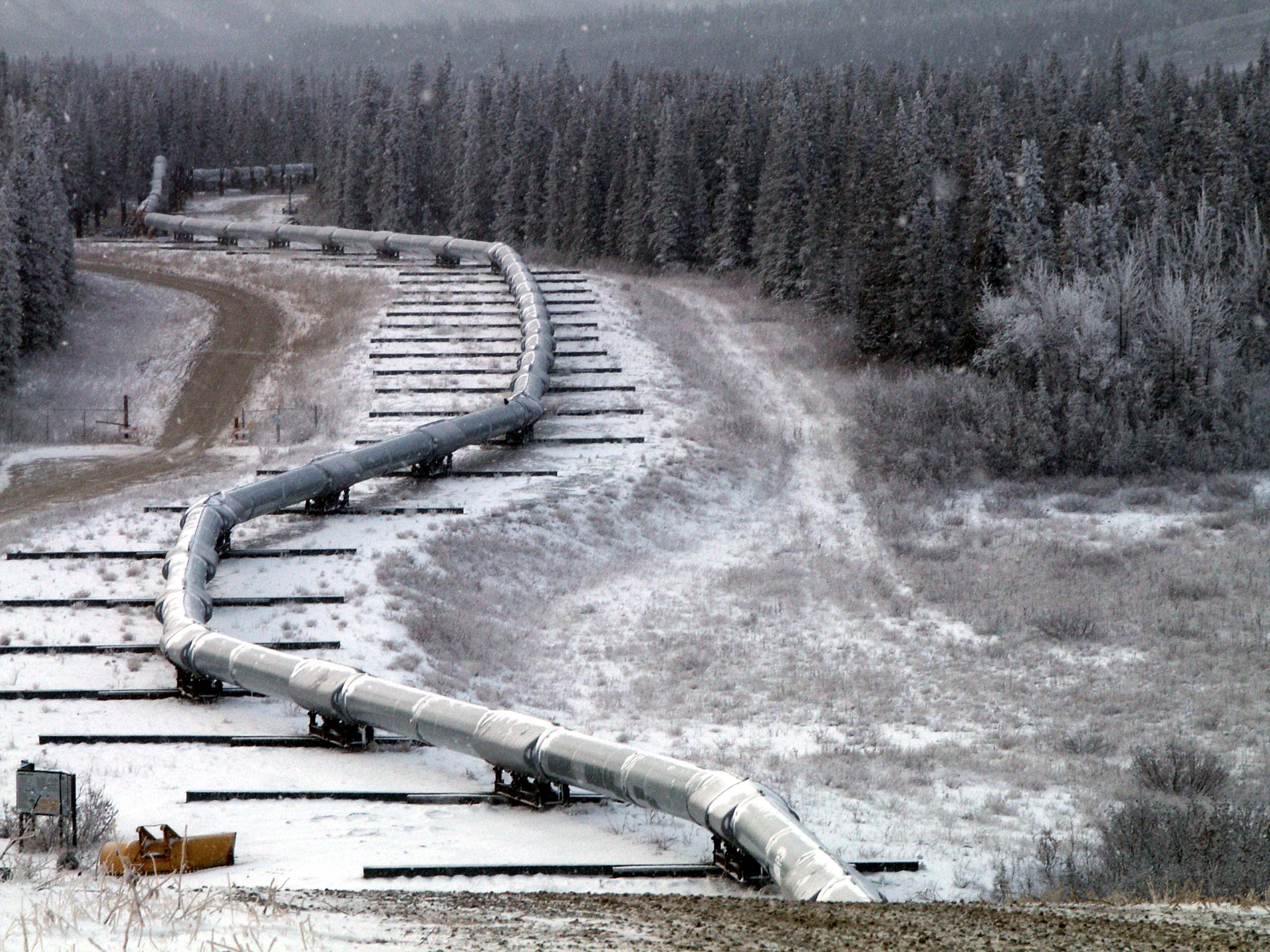
خط لوله ترانس-آلاسکا

خط لوله باکو-سوپسا، خط لوله نفت بطول ۸۳۳ کیلومتر است، که از ترمینال سانگاچال در نزدیکی باکو در جمهوری آذربایجان، آغاز شده و در ترمینال سوپسا کشور گرجستان خاتمه می‌یابد. این خط لوله، توسط شرکت بی‌پی احداث شده و نفت، میدان نفتی آذری-چیراگ-گونشلی را منتقل می‌نماید..

##### خط لوله فورتیز
خط لوله فورتیز، خط لوله نفت خام بطول ۱۶۹ کیلومتر است، که از سکوی دریایی میدان نفتی فورتیز در دریای شمال، در نزدیکی آبردین اسکاتلند آغاز شده و در شهر کینیل بریتانیا خاتمه می‌یابد.
خط لوله فورتیز، ۳۰٪ درصد از نفت بریتانیا را تأمین می‌کند. این خط لوله، با مشارکت شرکت بی‌پی و آپاچی کورپوریشن ساخته شده است.

##### خط لوله نی‌نیان

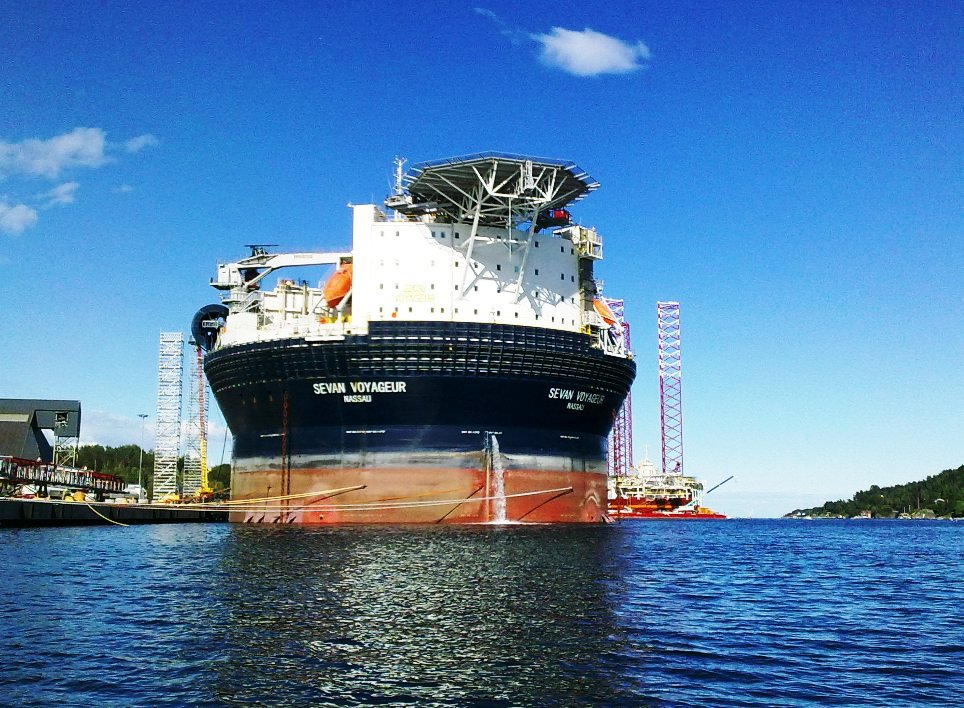
سکوی نیمه شناور حفاری بی پی

خط لوله نی‌نیان، خط لوله نفت خام بطول ۱۷۵ کیلومتر است، که از پلتفرم نی‌نیان سنترال در جزایر شتلند در اسکاتلند آغاز شده و تا ترمینال سولام وئه در بریتانیا خاتمه می‌یابد. این خط لوله، توسط بی‌پی ساخته شده است.

##### خط لوله اوسنسا
خط لوله اوسنسا، خط لوله نفت خام، بطول ۸۲۹ کیلومتر است، که از میدان نفتی کوپیاگوا در کوزیانا کلمبیا آغاز شده و تا شهر کووناس در سواحل دریای کارائیب در این کشور خاتمه می‌یابد. این خط لوله توسط کنسرسیوم مشترک اکوپترول، توتال و بی‌پی احداث شده است.

##### خط لوله گاز آلاسکا

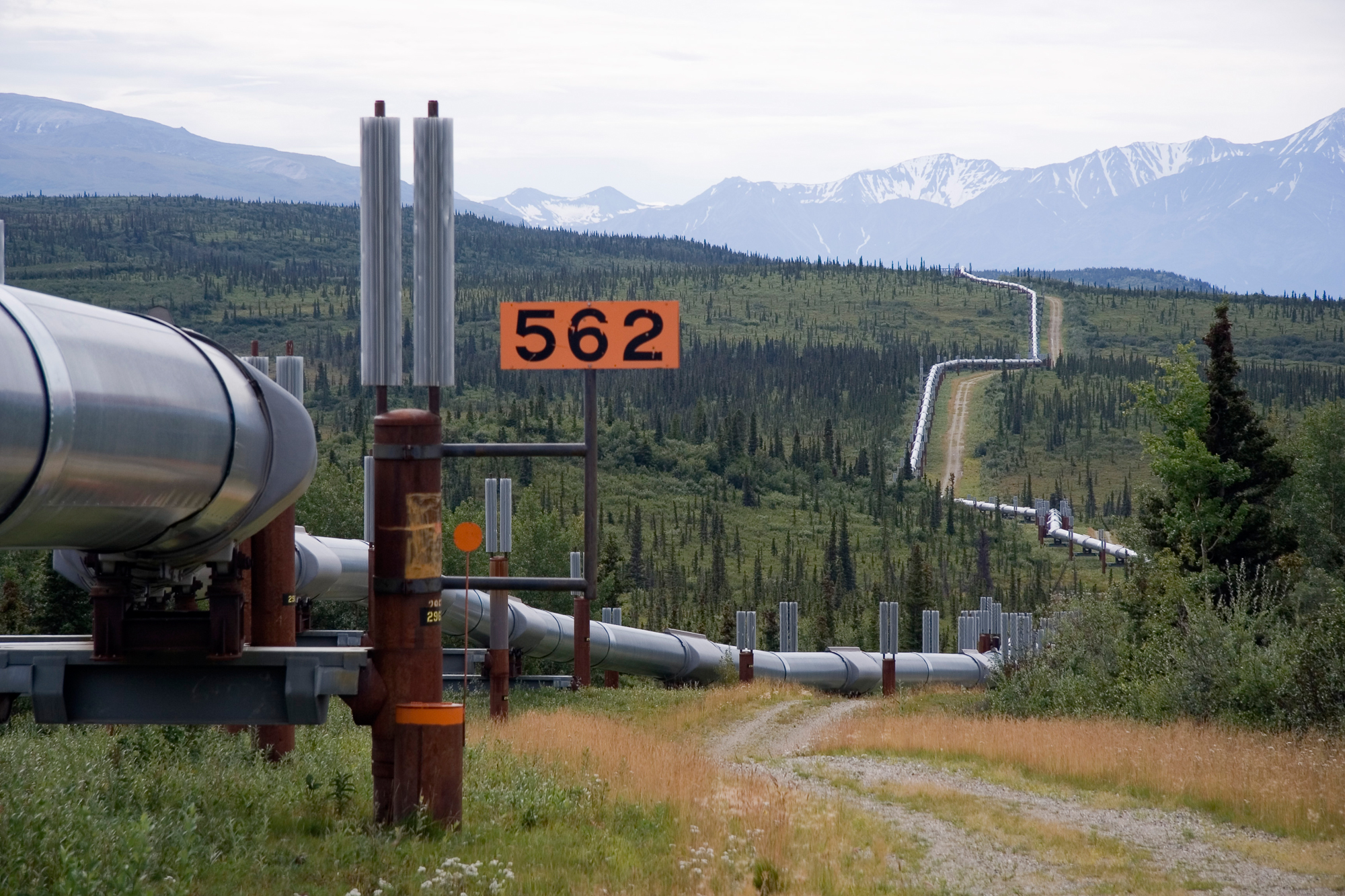
خط لوله ترانس-آلاسکا

خط لوله گاز آلاسکا، خط لوله گاز طبیعی بطول ۲٫۷۶۰ کیلومتر است، که از شمال آلاسکا آغاز شده و در شهر کالگری، استان آلبرتا، کانادا خاتمه می‌یابد. این خط لوله با مشارکت شرکت‌های اکسان‌موبیل، ترانس‌کانادا و بی‌پی احداث شده است.

##### خط لوله غرب شتلند
خط لوله غرب شتلند، خط لوله گاز طبیعی بطول ۱۸۸ کیلومتر است، که از مجموع ۳ میدان گازی دریایی در غرب شتلند، در دریای شمال آغاز شده و تا ترمینال سولام وئه در کشور اسکاتلند خاتمه می‌یابد. این خط لوله با مشارکت شرکت‌های بی‌پی و ماراتن اویل احداث شده است.

##### خط لوله اروپای شرقی
خط لوله اروپای شرقی، خط لوله نفت خام بطول ۱۸۴۸ کیلومتر است. این خط لوله از کشور فرانسه آغاز شده، تا سوئیس و سپس آلمان ادامه دارد.

##### خط لوله شاه دنیز
خط لوله شاه دنیز، خط لوله گاز طبیعی بطول ۶۹۲ کیلومتر است، که از میدان گازی شاه دنیز در دریای خزر و در نزدیکی باکو در جمهوری آذربایجان آغاز شده و در ارزروم ترکیه خاتمه می‌یابد. این خط لوله با مشارکت شرکت‌های بی‌پی، استات اویل، سوکار، لوک اویل، توتال، نفت‌ایران و شرکت نفت ترکیه احداث شده است.

##### خط لوله باکو-تفلیس-جیحان
خط لوله باکو-تفلیس-جیحان، خط لوله نفت، بطول ۱٫۷۶۸ کیلومتر است، که از میدان نفتی آذری-چراغ-گونشلی در دریای خزر آغاز شده و تا سواحل دریای مدیترانه ادامه دارد. این خط لوله، شهر باکو در جمهوری آذربایجان را به تفلیس در گرجستان متصل کرده و تا شهر جیحان در کشور ترکیه، در سواحل دریای مدیترانه ادامه دارد.

### بخش پایین‌دستی

#### پالایشگاه‌ها

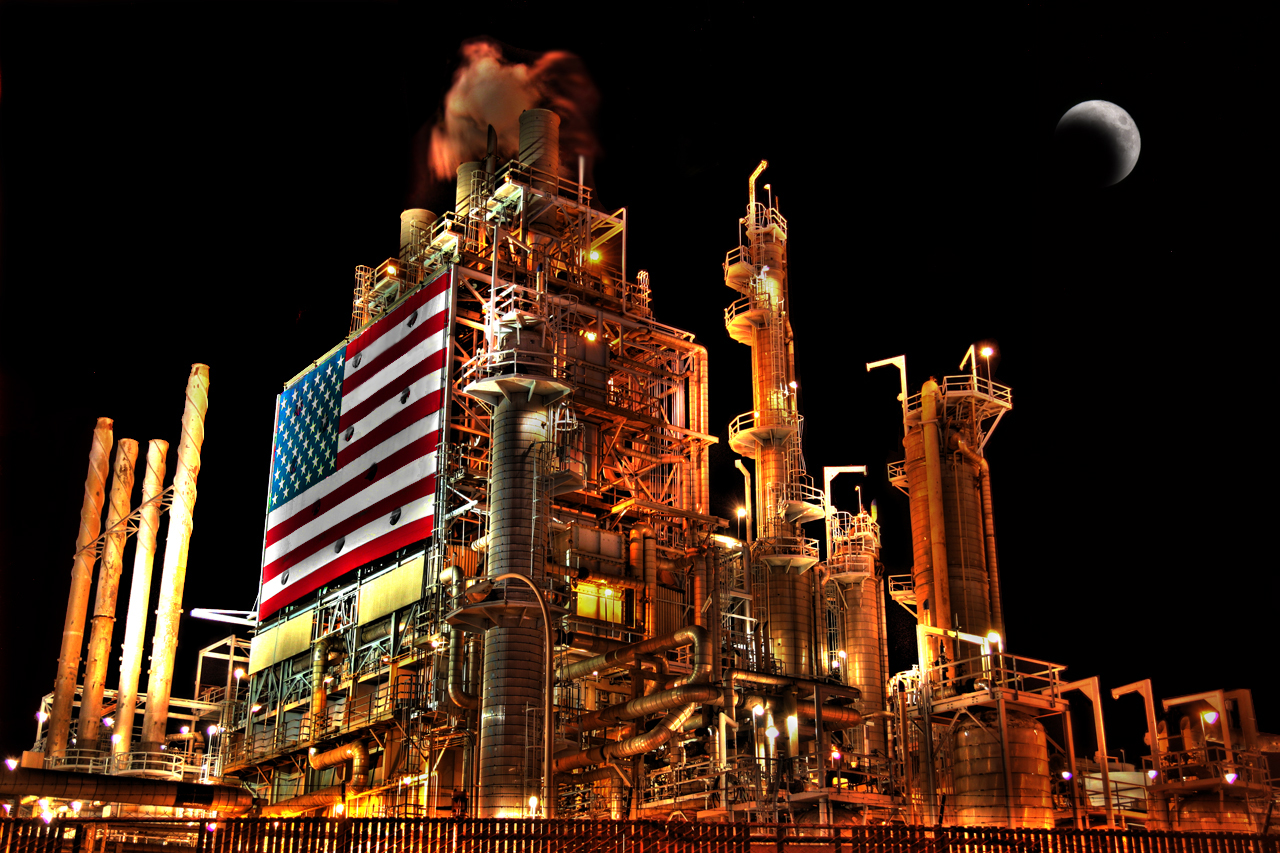
پالایشگاه گاز بی‌پی در تورنس، کالیفرنیا

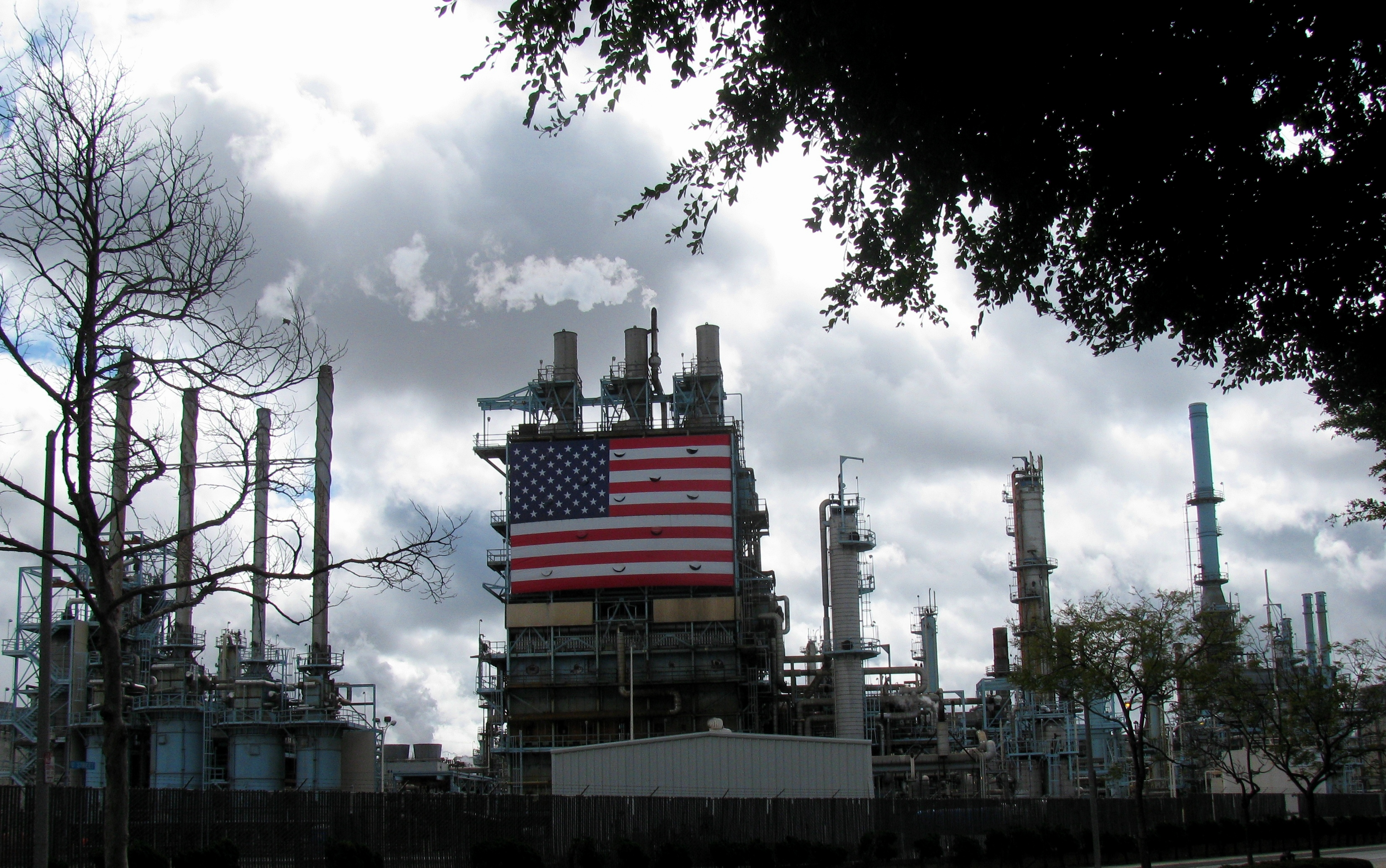
پالایشگاه نفت بی‌پی در لس‌آنجلس

بی‌پی در ۱۷ پالایشگاه نفت، سهام‌دار است، که از میان آن‌ها ۵ پالایشگاه در آمریکا، ۷ مورد در اروپا و بقیه در آفریقا و شرق دور قرار دارند.
از ۱۷ پالایشگاه، ۱۱ پالایشگاه توسط بی‌پی اداره می‌شوند (۱۰ پالایشگاه در مالکیت ۱۰۰٪ درصد بی‌پی قرار دارند) و در بقیه، سهام این شرکت زیر ۵۰٪ درصد است.
سهم پالایش جهانی این شرکت، روزانه نزدیک به ۲٫۸ میلیون بشکه است، که ۱٫۵ میلیون بشکه در روز، از این ظرفیت مربوط به ۵ پالایشگاه مستقر در آمریکا، ۹۰۰ هزار بشکه در روز، مربوط به پالایشگاه‌های اروپایی و ۴۰۰ هزار بشکه در روز نیز، متعلق به ۵ پالایشگاه در سایر نقاط جهان است.
حوزه‌های فروش بی‌پی، به سه بخش تقسیم می‌شود:
- خرده‌فروشی فراورده‌های نفتی
- فروش روغن موتور
- بازاریابی

تجارت آروماتیک‌ها و استیلن نیز با تجارت فراورده‌های پالایشی همراه شده است. بی‌پی در ۱۰۰ کشور جهان، اقدام به تجارت فراورده‌های نفتی می‌نماید.

#### جایگاه‌های سوخت

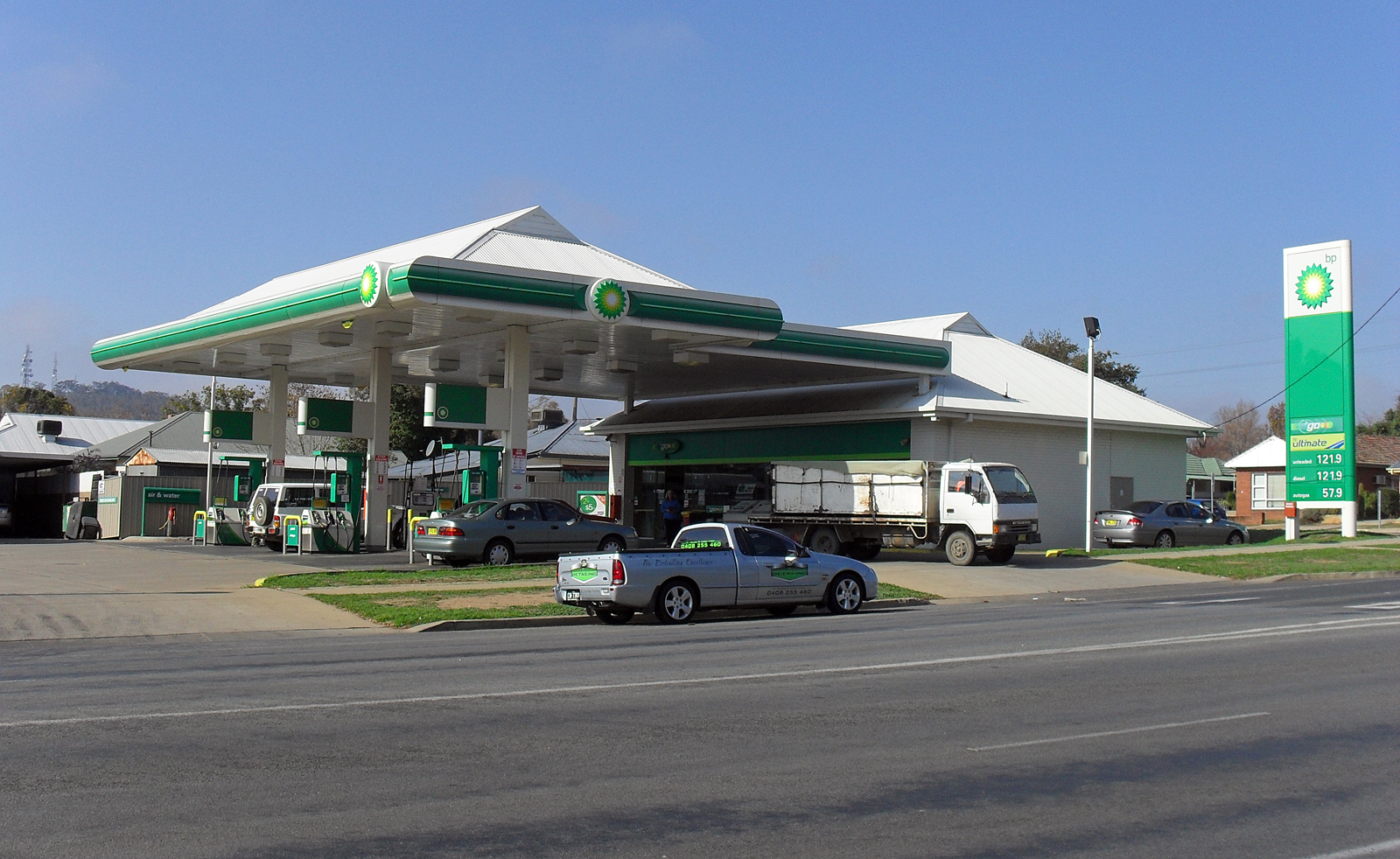
جایگاه پمپ بنزین بی‌پی، در نیو ساوت وست، استرالیا

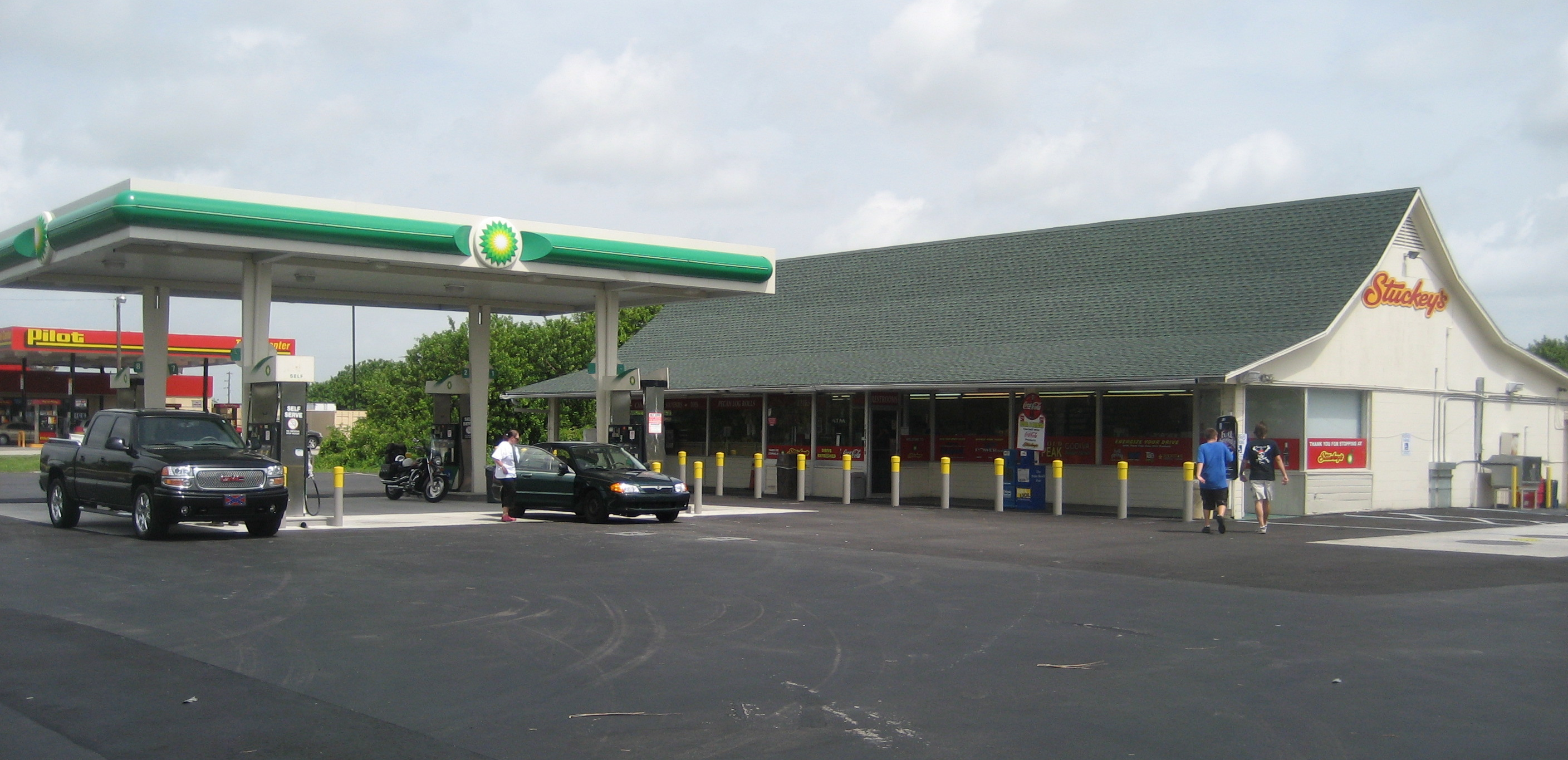
جایگاه پمپ بنزین بی‌پی، در فلوریدا

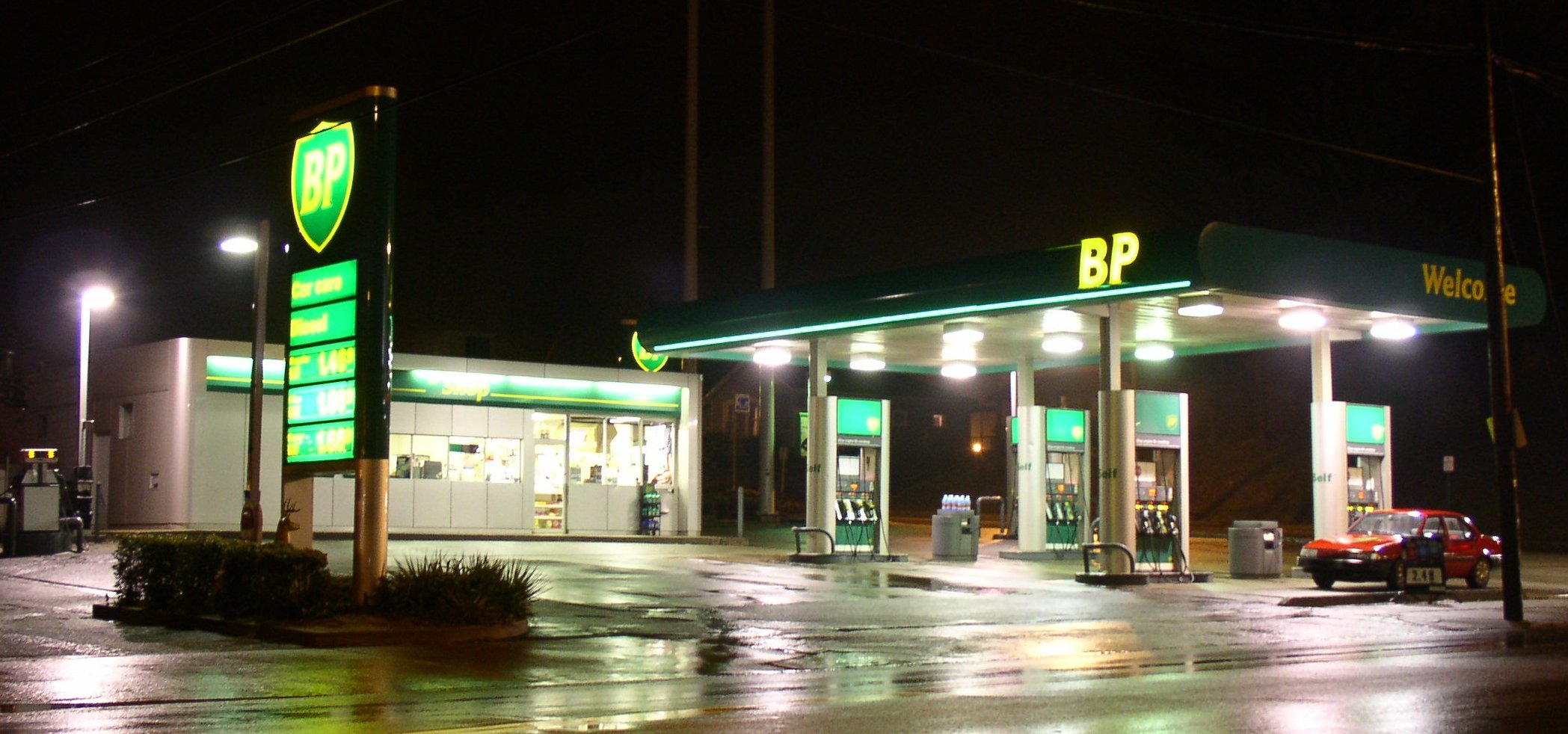
جایگاه پمپ بنزین بی‌پی، در اوهایو

این شرکت اخیراً دست به تولید فراورده‌های جدید به نام اولتیمیت زده است. این ماده، یک سوخت با عملکرد بالاست که بهتر از سوخت‌های معمولی می‌سوزد و به صورت بنزین و دیزل وجود دارد.
بنزین بی‌پی التیمیت انلیدد با اکتان ۹۷ (۲ درجه بالاتر از حد استاندارد) به‌طور متوسط ۷٪ در قدرت، ۵٪ در شتاب و ۶٪ در اقتصاد سوخت افزایش ایجاد می‌کند (در مقایسه با سوخت بدون سرب ۹۵٪).
دیزل بی‌پی قدرت وسایل نقلیه را تا ۱۰٪ افزایش می‌دهد. بی‌پی اخیراً "بی‌پی اولتیمیت ۱۰۲" را ارائه کرده، که مخصوص وسایل نقلیه ورزشی و مسابقه‌ای، با عدد اکتان ۱۰۲ است.
بی‌پی با ایجاد مشارکت با شرکت تی‌ان‌کی-بی‌پی به ۴ پالایشگاه روسیه نیز دسترسی دارد. به‌علاوه دارنده دومین پالایشگاه بزرگ در آمریکای شمالی است.
کلیه فراورده‌های نفتی بی‌پی و جایگاه‌های پمپ بنزین آن، با ۴ نام تجاری ارائه می‌شوند:
- آرکو
- آرال آگ
- کسترول
- بی‌پی

#### ایر بی‌پی
ایر بی‌پی، بخش خدمات حمل‌ونقل هوایی بی‌پی است که ارائه‌دهنده سوخت جت و بنزین هواپیما است. این شرکت در بیش از ۱۰۰۰ فرودگاه، در ۷۰ کشور جهان فعالیت می‌نماید.

## اهداف و استراتژی

### استراتژی شرکت

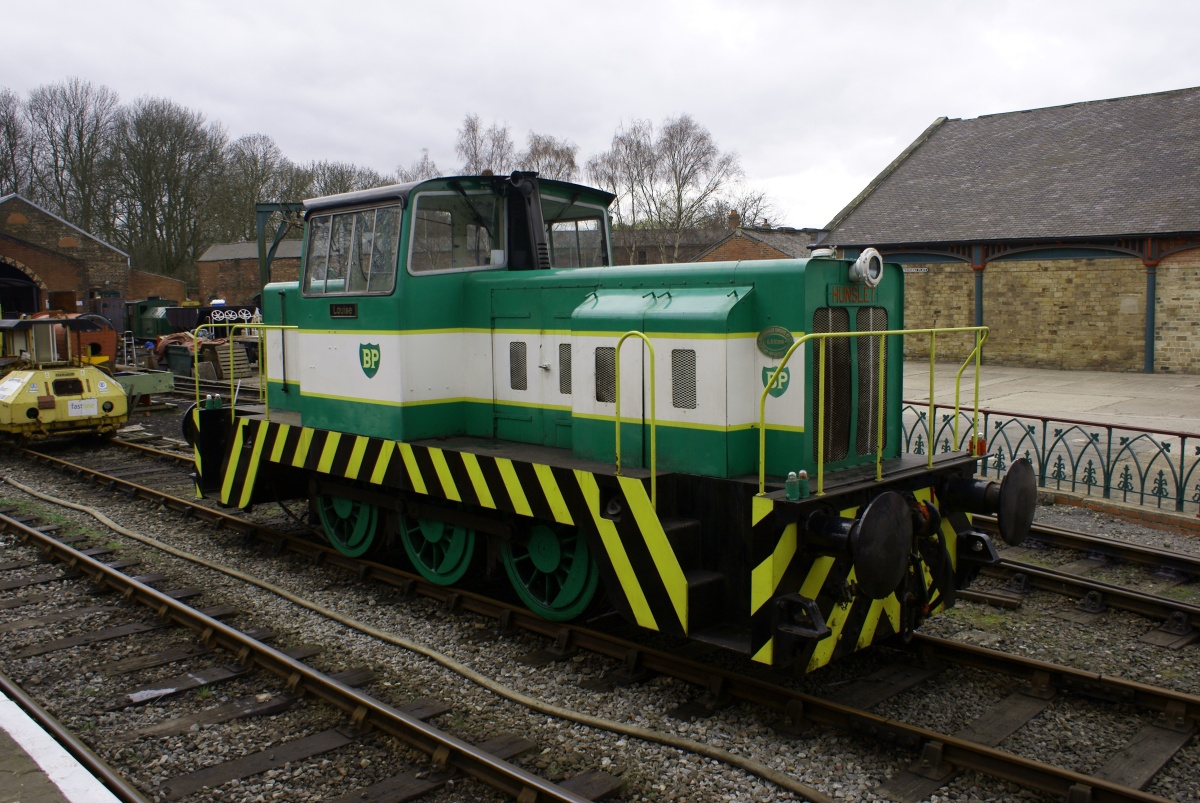

بی‌پی آخرین استراتژی خود را در چهار بخش اعلام کرده است:
- کارکنان، ایمنی، منابع انسانی و محیط زیست.
- بهبود تولید و رساندن ظرفیت تولید به ۴ میلیون بشکه در روز تا سال ۲۰۲۰.
- بهبود عملکرد در بخش پالایش و بازاریابی.
- افزایش سهم، در بازار انرژی‌های جایگزین.

### اهداف شرکت

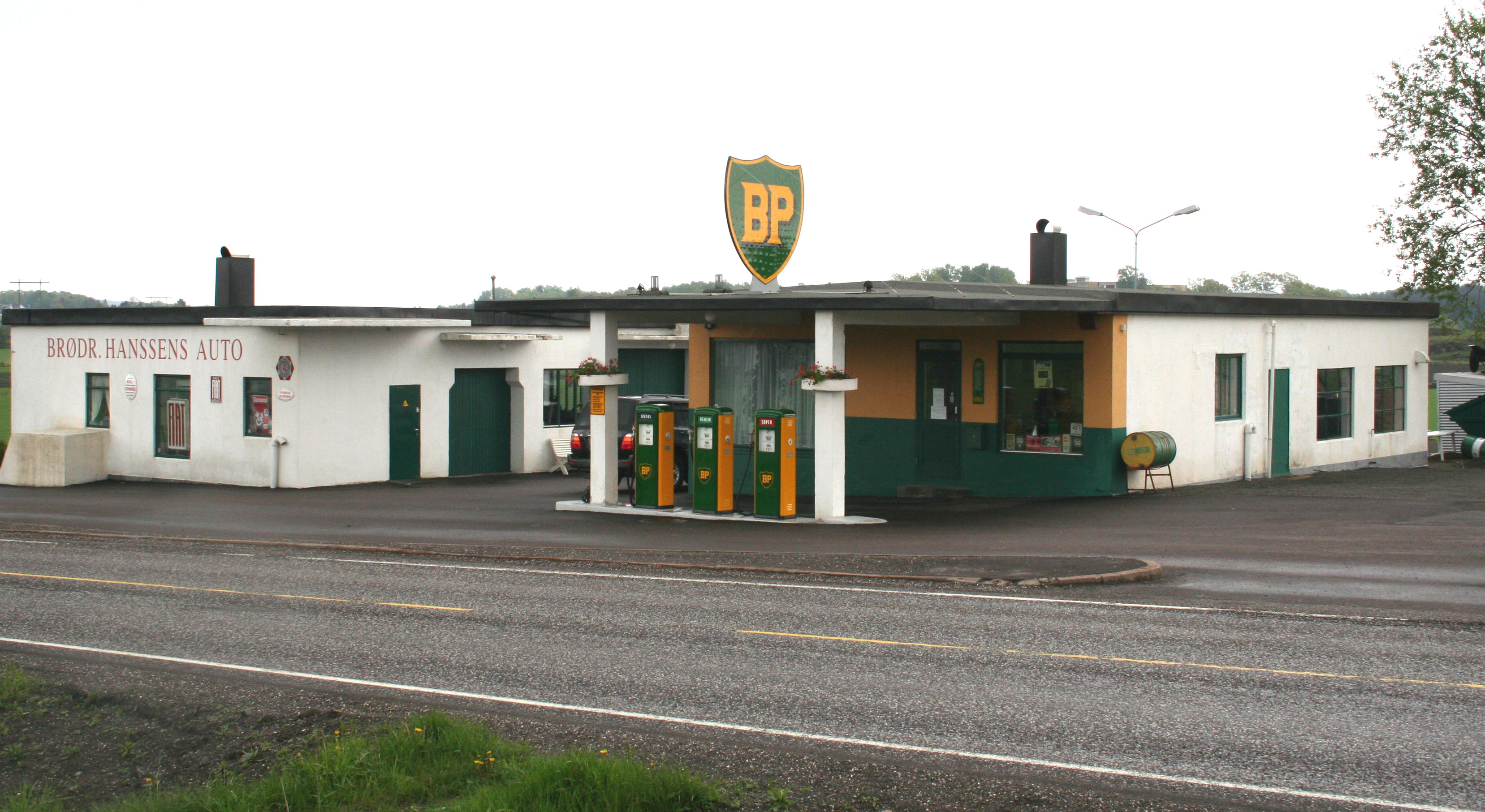
جایگاه پمپ بنزین بی‌پی، در نروژ

هدف اصلی بی‌پی بازگشت مطمئن و رقابتی سرمایه، با استفاده از کاربست قابلیت‌های متمایز، بر مجموعه واحدی از دارایی‌ها و اصول مدیریت قدرتمند بنگاهی، نظام شفاف، سپردن مسئولیت و مجموعه ارزش‌ها و سیاست‌هایی، که هدایت‌گر رفتار کارکنان است، ذکر شده است.
این شرکت واکنش به تغییرات و قرار داشتن در خط مقدم فرایند تغییر را، از دیگر اهداف فرعی خود می‌داند و البته این اهداف، در شرایط متحول بی‌پی، با معیارها و شاخص‌ها و نیز بازخوردهایی که از سرمایه‌گذاران و سایر سهامداران گرفته می‌شود، بازنگری خواهد شد.

## نیروی انسانی

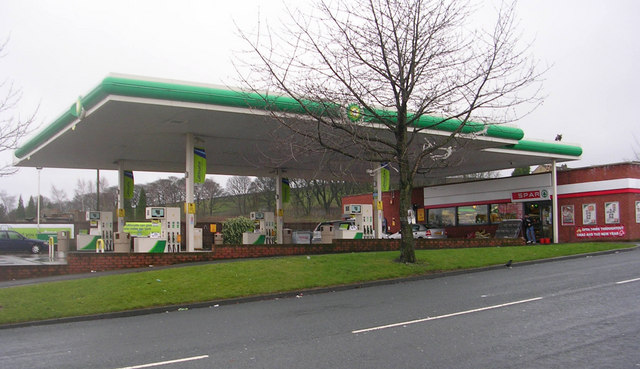
جایگاه پمپ بنزین بی‌پی، در انگلستان

گستره دامنه فعالیت و کارکنان این شرکت، «جهانی» است و بی‌پی در زمینه منابع انسانی، سیاست تکثر و عدم تبعیض را دنبال می‌کند. بیشتر کارکنان این شرکت، در بخش پالایش و بازاریابی، مشغول به کار هستند و به لحاظ جغرافیایی، تعداد آن‌ها در آمریکا بیشتر از سایر نقاط جهان است.

### تأمین و نگهداشت نیرو

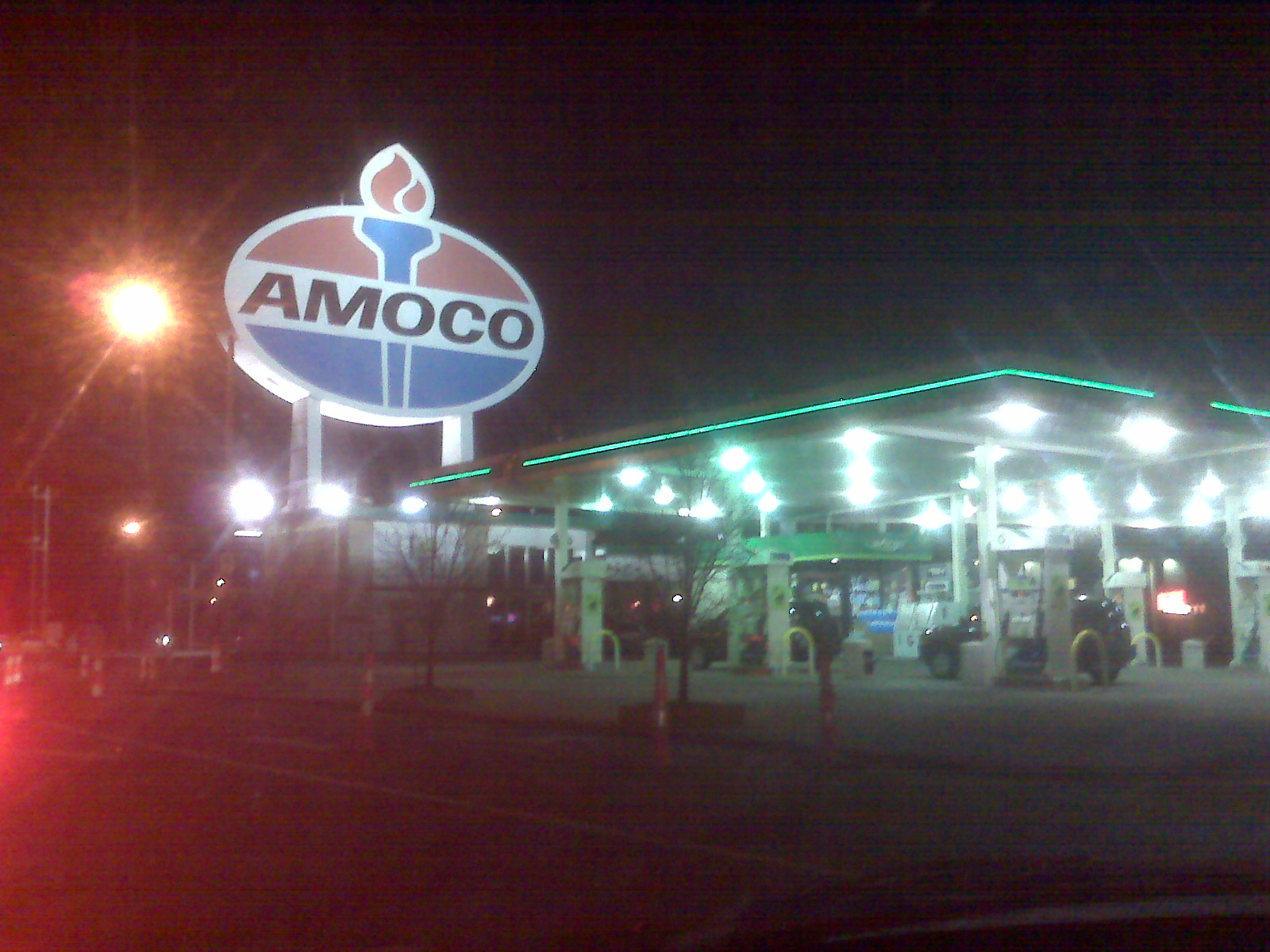
پمپ بنزین آموکو در میزوری

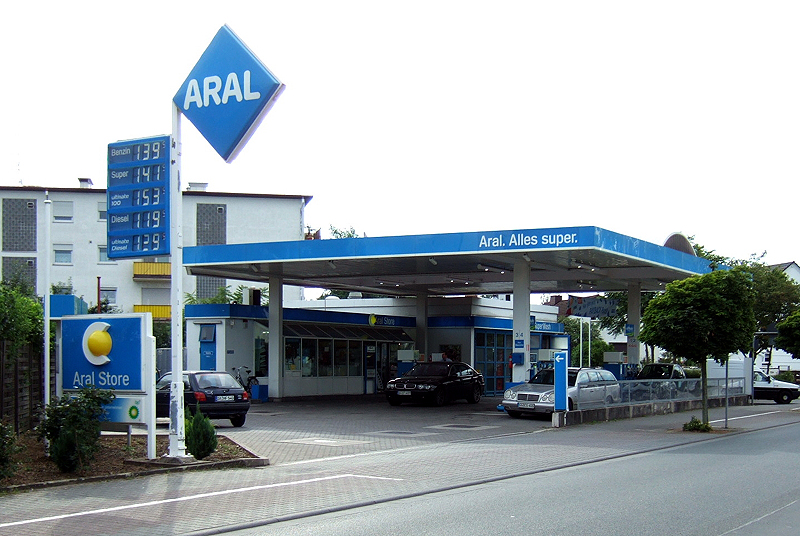
جایگاه پمپ بنزین آرال، در هسن آلمان

برای بی‌پی، افراد مستعد و باهوش جهت توسعه پایدار این شرکت کلیدی هستند و جذب، توسعه، مشارکت و بهره‌گیری از بالاترین عملکرد آن‌ها در همه سطوح، اساسی است.
این امر، در حال حاضر که در صنعت، کمبود نیروهای مستعد و باهوش، بیشتر از قبل احساس می‌شود، بسیار لازم است. بی‌پی بر تقویت محیط کاری فراگیر (غیرانحصاری) و ارائه‌کننده فرصت برای همه افراد، براساس شایستگی، تأکید دارد و فرصت برابر و تنوع و فراگیری، جزء فرایند مدیریت منابع انسانی آن است؛ مثلاً از پانل‌ها یا لیست‌های متنوع کاندیداها برای پر کردن پست‌های ارشد خالی، استفاده می‌کنند.
بی‌پی برای سنجش رضایت کارکنان از محیط کاری خود، از شاخص معتبر «ای‌اس‌آی» استفاده می‌کند و مدعی است، که رضایت کارکنانش، هم‌راستا با الگویابی سایر صنایع بوده و ۲٪ بالاتر از معیار جهانی قرار دارد. وفاداری و تعهد کارکنان به بی‌پی نیز از طریق پیمایش اطمینان کارکنان «پی‌اس‌آ»، هر ۲ سال یک‌بار، مورد سنجش قرار می‌گیرد و این پیمایش مربوط به حقوق و مزایا و شهرت شرکت است.
در زمینه جذب نیرو بی‌پی تمرکز خود را روی جذب فارغ‌التحصیلان به‌ویژه فارغ‌التحصیلان فنی، نهاده است (۶۰٪ از فارغ‌التحصیلانی که جذب می‌شوند، مهندس یا کارشناس به بالا هستند). در انگلستان ۲۶٪ از فارغ‌التحصیلان جذب شده؛ زن و در آمریکا؛ این مقدار ۳۵٪ هستند و ۳۴٪ از این افراد، متعلق به اقلیت‌های قومی می‌باشند. دلیل این امر، سیاست متنوع‌سازی و دربرگیری بی‌پی است، که در سال ۲۰۰۵ به‌خاطر آن، جایزه نیز دریافت کرده است.
برنامه «اینترن شیب» بی‌پی نیز، ذخیره استعدادیابی خوبی را برای آن فراهم می‌کند. به‌علاوه این شرکت برای جذب نیرو از کشورهای مختلف، که دارای فعالیت تولید و اکتشاف نیستند، شرکتی به نام «خدمات بین‌المللی بی‌پی» را تأسیس کرد، که یک شرکت استخدام بین‌المللی است و در بریتانیا به ثبت رسیده است.
افراد داوطلب برای یک شغل بین‌المللی و جابه‌جایی پس از ۳ تا ۴ سال کار در هر جا، در آن ثبت نام و جذب می‌شوند و تاکنون از کشورهای مختلفی چون: نیجریه، تونس، هند، تایلند و کامرون برای پر کردن پست‌های روسیه، انگلیس، آنگولا و آذربایجان استفاده شده است.
سیاست دیگر بی‌پی، جذب مدیران و سرپرستان بومی، در مراکز عملیاتی این شرکت است. به عنوان مثال در جمهوری آذربایجان ۷۲٪ از کارکنان حرفه‌ای، بومی‌اند.

### جبران خدمات

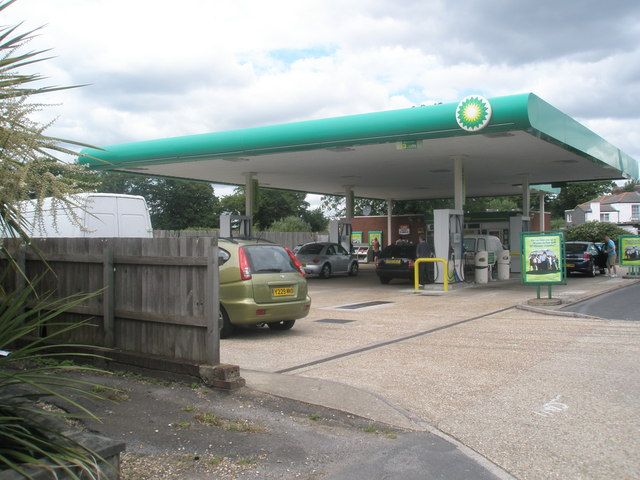
جایگاه پمپ بنزین بی‌پی، در لندن

حقوق و فوق‌العاده‌ها در این شرکت به مانند همه شرکت‌های بین‌المللی، بسیار رقابتی و میزان آن، با توجه به سایر شرکت‌های رقیب، تعیین می‌شود. این دستمزدها براساس سطح تجربه و نوع مدرک تحصیلی اخذشده، برای افراد تازه‌استخدام یک سال سابقه در سال ۲۰۰۷ برای لیسانس: ۱۷٫۰۰۰ پوند، فوق لیسانس ۱۸۰۰۰ پوند و دکترا ۱۹٫۰۰۰ پوند در سال بوده است.
شرکت بی‌پی از لحاظ حقوق و مزایا جزء رتبه‌های اول بهترین شرکت‌های انگلیسی قرار دارد. حقوق فردی با درجه لیسانس از سپتامبر ۲۰۰۶ به بعد حدود ۲۸۰۰۰ پوند در سال است و این حقوق هر دو سال یک بار تغییر می‌کند و براساس عملکرد افراد، افزایش می‌یابد.
کلیه افراد تازه‌استخدام، یک فوق‌العاده یکجا و بدون مالیات (در سال ۲۰۰۷ به مقدار ۲۰۰۰ پوند) خالص را به عنوان فوق‌العاده جذب دریافت می‌کنند تا در چند ماه اول کار خود بتوانند هزینه‌هایشان را تأمین نمایند.
مزایایی که براساس عملکرد پرداخت می‌شود، در سال اول تا ۹ درصد حقوق را شامل می‌شود. هزینه مسافرت از محل کار به منزل نیز به افرادی که در لندن یا حومه آن به کار اشتغال دارند اعطا می‌شود. معمولاً در هر سال، ۲۵ روز تعطیلات وجود دارد (به علاوه تعطیلات رسمی) و تعطیلات جابجایی از محل کار و نیز ازدواج نیز به آن‌ها اضافه می‌شود.
علاوه بر حقوق پایه، پاداش‌های موردی نیز توسط مدیران، در زمان تکمیل موفقیت‌آمیز پروژه‌ها یا کسب نتایج استثنایی و عالی پرداخت می‌شود و در برنامه‌های اعطای سهام نیز امکان خرید سهام برای کارکنان واجد شرایط وجود دارد.
شیوه‌های منعطف زیادی در بی‌پی به اجرا درمی‌آید تا کار و زندگی کارکنان در تعادل باشد. این شیوه‌ها بسته به مکان و نوع کار متفاوت بوده و در یکی حالات زیر قرار می‌گیرد.
- هفته کاری فشرده: افزایش ساعات کار روزانه تا یک دوره دو هفته‌ای برای داشتن ۲ تعطیلات آخر هفته پشت سر هم.
- کار شناور یا منعطف: تغییر دادن و تنوع در زمان‌های شروع و پایان کار.
- کار در منزل (انجام بخشی از کار در منزل): بیشتر کارکنان دارای تلفن همراه و لپ‌تاپ با قابلیت اتصال به سرورهای مرکزی بی‌پی و شبکه اینترانت داخلی شرکت می‌باشند.

این سیاست و شیوه زمان منعطف در برخی مشاغل و در برخی نقاط دنیا که بی‌پی فعالیت دارد، اجرا می‌شود. از لحاظ امکانات ورزشی و تفریحی بیشتر واحدهای بی‌پی تسهیلات ورزشی دارند، یا اماکنی را با ارائه تخفیف جهت استفاده کارکنان مشخص کرده‌اند. برخی از خدمات و کالاها نیز با مقداری تخفیف به کارکنان ارائه می‌شود. رستوران‌ها و اماکن تفریحی زیادی نیز با تخفیف بالا در واحدها یا شرکت‌های بی‌پی در اختیار کارکنان قرار می‌گیرد.

### آموزش نیروی انسانی

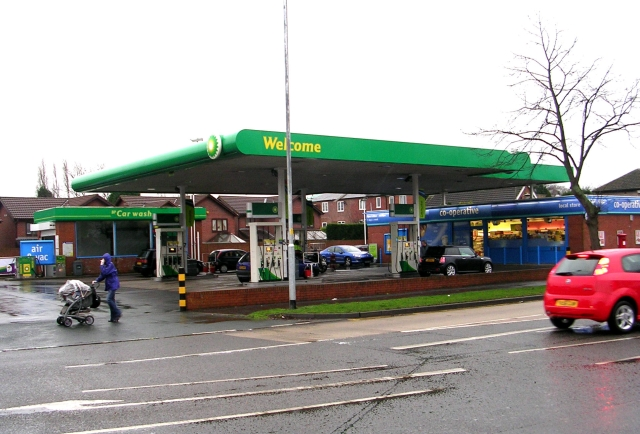
جایگاه پمپ بنزین بی‌پی، در ویکفیلد

در این شرکت به کارکنان تازه‌استخدام، برنامه آشنایی با سازمان بی‌پی ارائه می‌شود و با مرور تاریخچه شرکت و فعالیت‌های آن، به افراد کمک می‌کند، تا دریابند چگونه می‌توانند به سرعت به شرکت کمک کنند.
در زمینه توسعه شغلی عموماً برای افراد در بدو ورود، یک همراه مشخص می‌شود، تا فرد با تجارب و راهنمایی آن، در خصوص مسایل و ارائه چشم‌انداز ارزشمند، کمک بگیرد.

#### ایمنی، بهداشت و محیط زیست

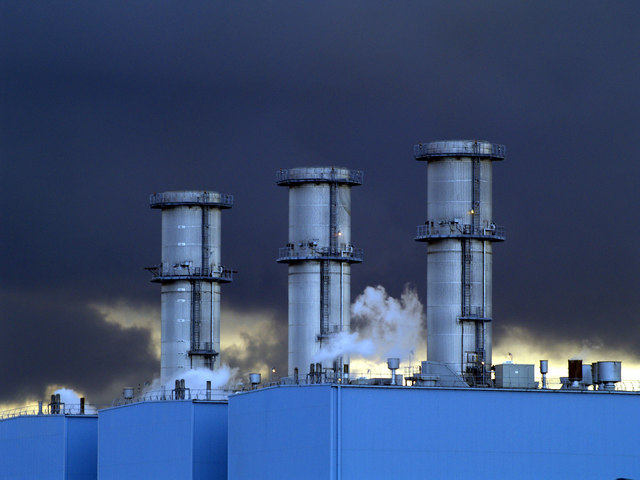
پالایشگاه سلت اند، یورکشایر بریتانیا

در زمینه برنامه‌های آموزشی «اچ‌اس‌ای» برای مدیران ارشد، برنامه آموزشی ایمنی و عملیات و یک برنامه دو قسمتی مدیریت اصول ضروری، جهت شفاف‌سازی موضوعاتی که از مدیران بی‌پی در خصوص نقش آن‌ها شامل مسئولیت، ابتکارات و مدیریت عملکرد خواسته می‌شود، برگزار می‌شود.
شرکت بی‌پی در سال ۲۰۰۵ قراردادی را برای اجرای آموزش الکترونیک در واحدهای خود منعقد کرده است. در این طرح، تعداد ۸۰٫۰۰۰ نفر از کارکنان شرکت بی‌پی، پیمانکاران و تعدادی از مشتریان، به یک سیستم مدیریت آموزش، که مختص بی‌پی طراحی و آماده شده است، دسترسی خواهند داشت.
این سیستم به صورت شبانه‌روزی کار ارائه آموزش و نیز پایشگری را انجام داده و ۴۵۰۰ سرفصل آموزشی در آن، برای کارکنان بی‌پی در دسترس است.

#### کوارتز بی‌پی

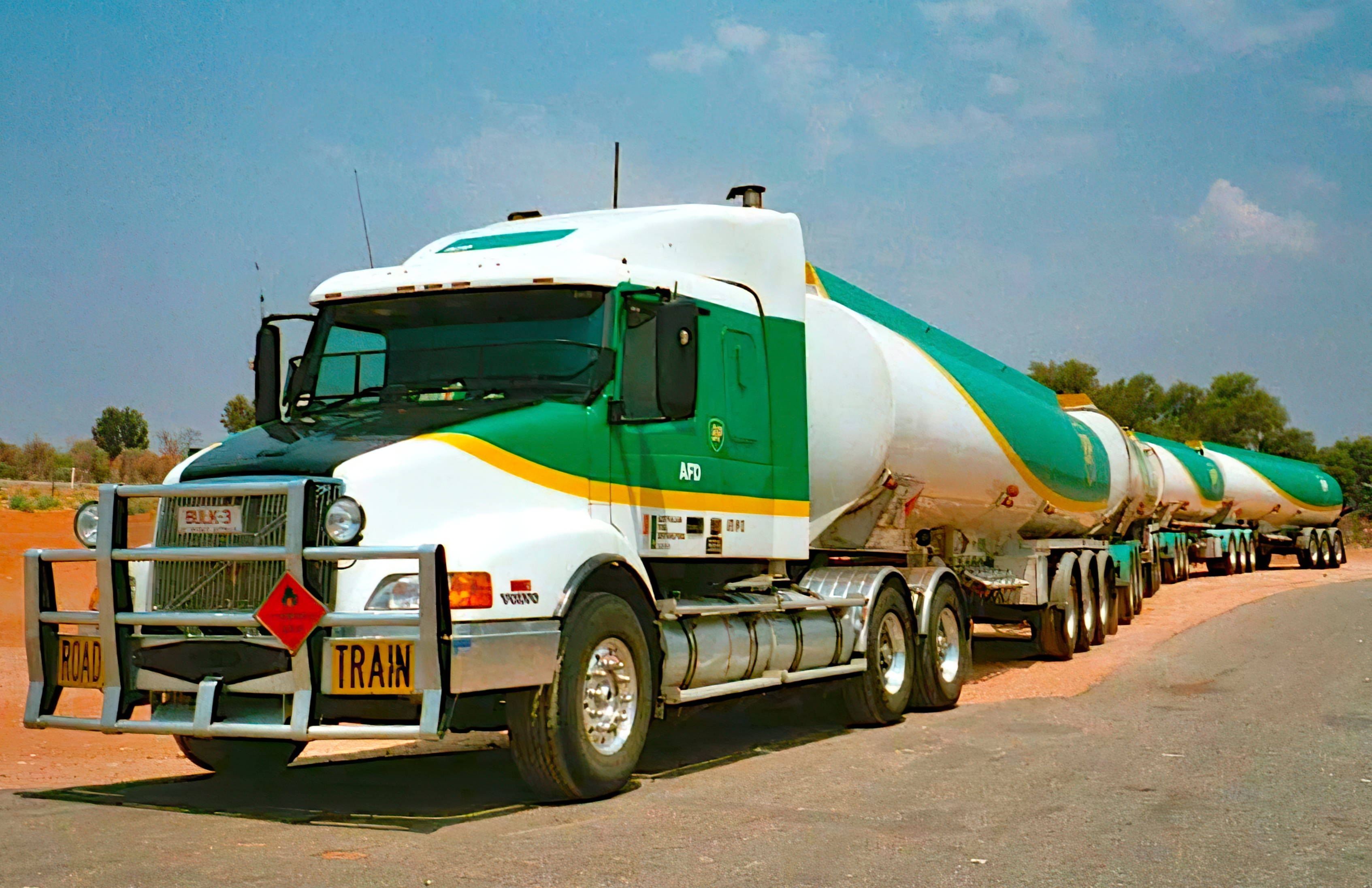
تانکر سوخت بی‌پی

برنامه آموزشی دیگر این شرکت، به «کوارتز بی‌پی» موسوم است. این دوره از سال ۱۹۹۵ برای حل مشکلات استخدام نیروهای مناسب، در واحدهای محلی و بومی، ابلاغ شد. این برنامه توسط واحد اروپایی بی‌پی، با همکاری «کالج هال» و یک انجمن آموزشی مهندسی، جهت ارائه آموزش تخصصی و دانشگاهی برای تکنسین‌های بهره‌برداری و فارغ‌التحصیل شدن آن‌ها در سطح بالاتر شروع شد.
این افراد توانایی کار در تیم‌های دارای مهارت چندگانه و با درجه بالایی از قابلیت و ایمنی را بدست می‌آورند. برنامه آموزش، دوره‌های آموزش آکادمیک را با دوره‌های آموزش تخصصی و کاربردی، در محل کار، تلفیق کرده است.
این دوره، اینک به یک برنامه بین‌المللی تبدیل شده و در مناطق مختلف عملیاتی بی‌پی، به ویژه واحد اکتشاف، پایانه‌ها و خطوط لوله، مورد استفاده قرار می‌گیرد، تا افراد را برای کار در بخش‌های بالادستی، آماده کند. با توجه به رشد کارآموزان، گروه آموزشی این برنامه، تجهیزات، متخصصان و زمان، بودجه قابل توجهی را، به مبلغ ۷٫۹۵ میلیون پوند برای ساخت و توسعه مؤسسه‌ای به نام «کتچ» (مرکز اروپایی قابلیت فنی هامبر) اختصاص داده است.
در این مجموعه یک کارخانه شیمیایی مخصوص و مجهز به تجهزات شبیه‌سازی کنترل فرایند امرسون و دی‌سی‌اس، به شبیه‌سازی و آموزش زنده کارآموزان کمک می‌کند.
در سال ۲۰۰۶ این برنامه ۲۳۹ تکنیسین عملیاتی را، در حوزه‌هایی چون تجهیزات کنترل ابزار دقیق، نصب تأسیسات فرآورشی، جوشکاری، بهره‌برداری و تحلیل آزمایشگاهی، تربیت کرده، که ۱۵۶ نفر آن‌ها در محل آموزش، یعنی «مجتمع هال» فعالیت می‌کنند.

#### دانشگاه مجازی بی‌پی

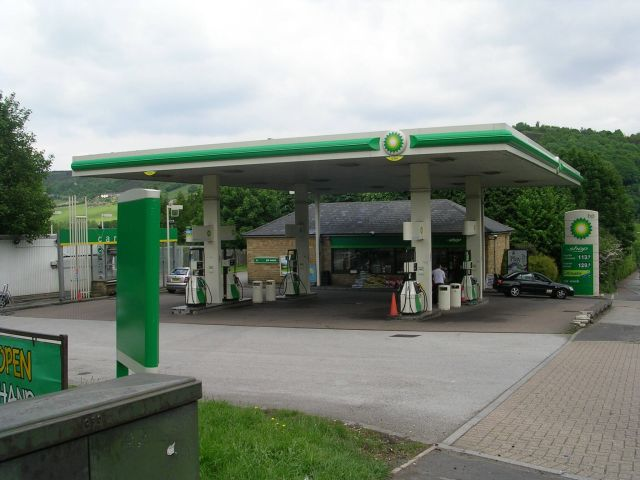
جایگاه پمپ بنزین بی‌پی، در گودلی لین

دانشگاه مجازی بی‌پی در سال ۲۰۰۵ با ۴ دانشکده پیش‌رو در زمینه: مدیریت امور مالی، حسابداری و کنترل هزینه، تجارت و تأمین یکپارچه کالا، ادغام و تملیک، آغاز به کار کرد و یک سال بعد با ارائه دروس و منابع مجازی در دسترس کلیه کارکنان از نقاط مختلف قرار گرفت و نیازهای مالی شرکت را به صورت چهره به چهره، آموزش الکترونیک و ارائه دروس متناسب با نیازهای خاص آن‌ها برآورده کرد.
از زمان ایجاد این دانشکده مجازی، تعداد افراد مراجعه‌کننده به سایت آن، افزایش یافته است و دانشکده‌های جدیدی مثل دانشکده برنامه‌ریزی (سال ۲۰۰۶) و دانشکده مالیات (سال ۲۰۰۷) به آن اضافه شده است. به‌طورکلی بیشتر از ۲۵۰ درس حضوری، با ۹۰٪ ابراز رضایت‌مندی، در سال ۲۰۰۶ ارائه شده و دسترسی تا ۲۸ کشور از ۴ قاره گسترش یافته است.
در حال حاضر «دانشکده حسابداری و کنترل مالی بی‌پی»، تأیید ۴ مؤسسه حسابداری را به منظور آموزش حسابداری حرفه‌ای، بدست آورده است. بانک‌های اطلاعاتی جدید نیز، به این دانشکده‌ها اجازه استفاده بیشتر از محتویات را، به کاربران و بخش آموزش، می‌دهند.

## مدیریت ارشد

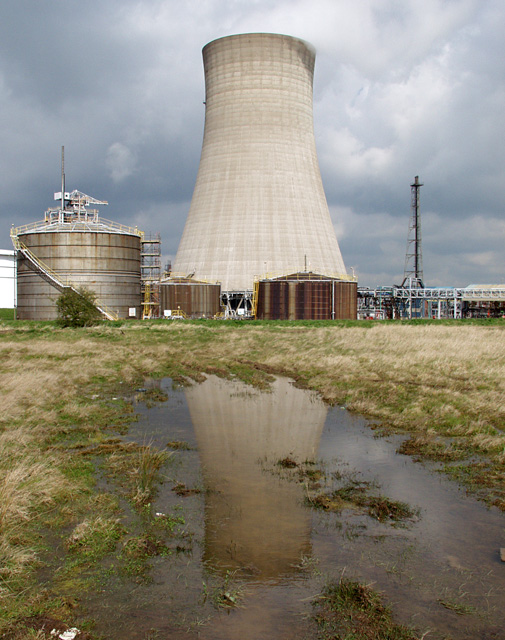
نیروگاه بی‌پی در یورکشایر، بریتانیا

### هیئت مدیره
اعضای فعلی هیئت مدیره شرکت بی‌پی عبارتند از:
- کارل-هنریک سوانبرگ: رئیس هیئت مدیره
- رابرت دادلی: مدیرعامل
- آین دادلی: مدیر پالایش و بازاریابی
- برایان گیلواری: مدیر امور مالی
- بایرون گروته: مدیر بازرگانی
- دیوید جکسون: وکیل شرکت
- پل اندرسون: مدیر ارشد اجرایی
- فرانک بومن: مدیر اجرایی
- آنتونی برگمانز: مدیر اجرایی
- سینتیا کرول: مدیر اجرایی
- جرج دیوید: مدیر اجرایی
- یان دیویس: مدیر اجرایی
- ان دنخستینگ: مدیر اجرایی
- برندن نلسن: مدیر اجرایی
- فوتوما نهلیکو: مدیر اجرایی

### اصول مدیریت

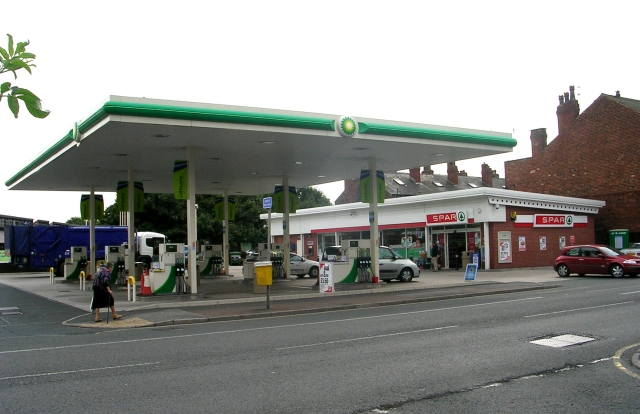
جایگاه پمپ بنزین بی‌پی، در بریتانیا

براساس اعلام این شرکت، کسب‌وکار بی‌پی براساس اصول حاکمیت بنگاهی، نظام شفاف و مجموعه سیاست‌ها و ارزش‌هایی که هدایت‌کننده و راهنمای فعالیت در این شرکت است، صورت می‌گیرد. چارچوب مدیریت در شرکت بی‌پی، دربرگیرنده و ناشی از ارزش‌های گروه بی‌پی است، که مشخص‌کننده شیوه کسب‌وکار این شرکت، برای کارکنان و نحوه جریان یافتن اقتدار، از هیئت مدیره به مدیریت‌ها تا کارکنان صف است.
این ارزش‌ها حول مسئولیت‌های ایمنی، بهداشت و محیط زیست و کمک به پیشرفت با کاربست دوستانه منابع انرژی، عنوان شده است. به علاوه سیستم کنترل داخلی این شرکت نیز، یکی دیگر از مؤلفه‌های چارچوب مدیریتی بی‌پی است، که مجموعه کاملی از سیستم‌های مدیریتی، ساختارهای سازمانی، فرایندها، استانداردها و فعالیت‌هایی است، که برای هدایت کسب‌وکار شرکت و بازگشت سرمایه و منافع سهام‌داران، به کار گرفته می‌شوند. در مجموع در بطن چارچوب مدیریتی این شرکت، اصولی برای اعطای اختیارات تعیین شده است تا افراد به سادگی بدانند، دقیقاً چه انتظاراتی از آن‌ها هست و محدودیت‌ها و خطوط قرمز آن‌ها برای عملکرد بالاتر و خلاقیت، کدام است.
هدف از این چارچوب مدیریتی آن است که، هم اختیار دهنده و هم اختیار گیرنده، روی عوامل مختلف، توافق داشته باشند، که از جمله آن‌ها عبارتند از: قصد و غایت، اهداف مربوط، منابع تخصیصی، محدودیت‌ها و فرایندهای پایش عملکرد. هر ساله باید گزارش عملکرد شرکت، به نظر و تأیید صاحبان سهام برسد و سود و زیان این شرکت، در گرو عملکرد بهتر بخش سهام شرکت است. عملکرد بهتر نیز با بهبود مداوم در فعالیت‌ها و تحقق اهداف داخلی تعیین شده، با در نظر گرفتن محدودیت‌های قانونی و اخلاقی، بدست می‌آید. به علاوه این عملکرد، صرفاً مالی نیست و شرکت دارای مسئولیت اجتماعی در قبال انواع خطرات برای کارکنان و محیط زیست آن‌ها است.
باتوجه به آن‌که عملکرد مطلوب در گرو نیروی انسانی مناسب و واجد قابلیت‌های لازم است، این کارکنان و توسعه قابلیت‌های آن‌ها یکی دیگر از ارزش‌های بنگاهی بی‌پی است. توجه به رشد توانایی‌های آن‌ها افزایش رضایت کارکنان، جبران خدمات آن‌ها متناسب با استانداردهای روز و جهانی، رفتار همراه با احترام و توجه به انتظارات آن‌ها و به علاوه عدم وجود تبعیض جنسی، مذهبی و نژادی و رعایت تکثر و توجه به شایسته‌سالاری، از جمله اصول مورد توجه در مورد کارکنان است.
سرانجام این‌که یک شرکت فراملیتی و بین‌المللی، بدون داشتن روابط مناسب و دوستانه با دولت‌ها، سازمان‌های غیردولتی، گروه‌های فشار و منتقدان اجتماعی، قادر به فعالیت سودآور در اقصی نقاط جهان نخواهد بود؛ لذا رعایت حقوق بیشتر در این کشورها تأثیر اجتماعی مثبت و رابطه خوب با دولت‌ها همراه با شفافیت و خوشنامی در ارائه سوابق، آمار و عملکرد و مسئولیت‌های اجتماعی نیز، یکی از ۴ اصول اساسی بی‌پی است.

## فرایندهای منحصربه‌فرد
نمونه‌هایی از برنامه‌ها و فرایندهای برجسته و موفق یا تجارب عالی بی‌پی در زیر ارائه می‌شوند:

### جذب بهترین مهندسان

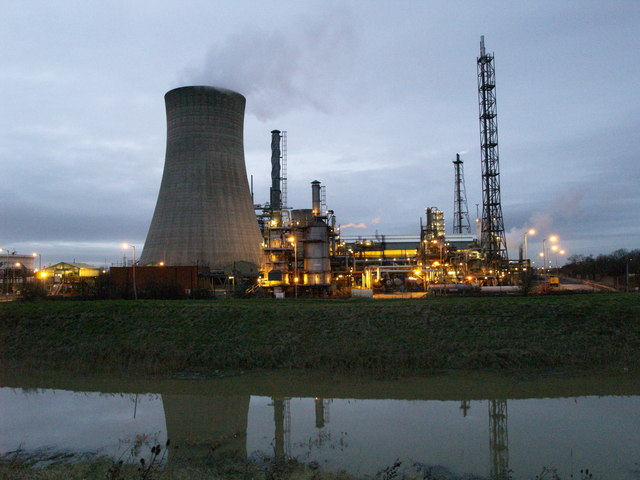
کارخانه تولید مواد شیمیایی بی‌پی در یورکشایر انگلیس

بی‌پی، به این منظور ۲ نوع استخدام منحصربه‌فرد را برای جذب این افراد برقرار کرده است. یکی «فلوشیپ فناوری» و دیگری «برنامه دستیار بی‌پی» است.
این دو برنامه بر کیفیت متمرکز است، تا کمیت؛ لذا در برنامه اول هدف جذب استعدادهای در سطح جهانی یا متفکران بزرگ از همه رشته‌های فنی و از دانشگاه‌های معتبر جهان و هدف دوم ارائه یک مسیر در جهت منحصربه‌فرد و حمایتی برای محققان دارای مهارت‌های خاص و در حوزه‌های علمی کلیدی است؛ لذا تا سال ۲۰۰۶ یک فلوشیپ در کارشناسی بازیافت نفت و به ۶ کارشناس نیز به عنوان دستیار در انرژی تجدیدپذیر، کربن‌زدایی، مهندسی مخزن، مدیریت ریسک، مهندسی بهینه‌سازی و تحلیل پالایش به بی‌پی پیوسته‌اند. بی‌پی مصمم به اجرای این برنامه، برای ایجاد یک منبع تازه و مداوم استعداد، در هر سال، با ۲ فلوشیپ و ۲۰ دستیار در رشته‌ها؛ از کاهش کربن و انرژی‌های تجدیدپذیر، تا مدیریت پروژه و طراحی مفهومی است.

### طرح تربیت مدیران

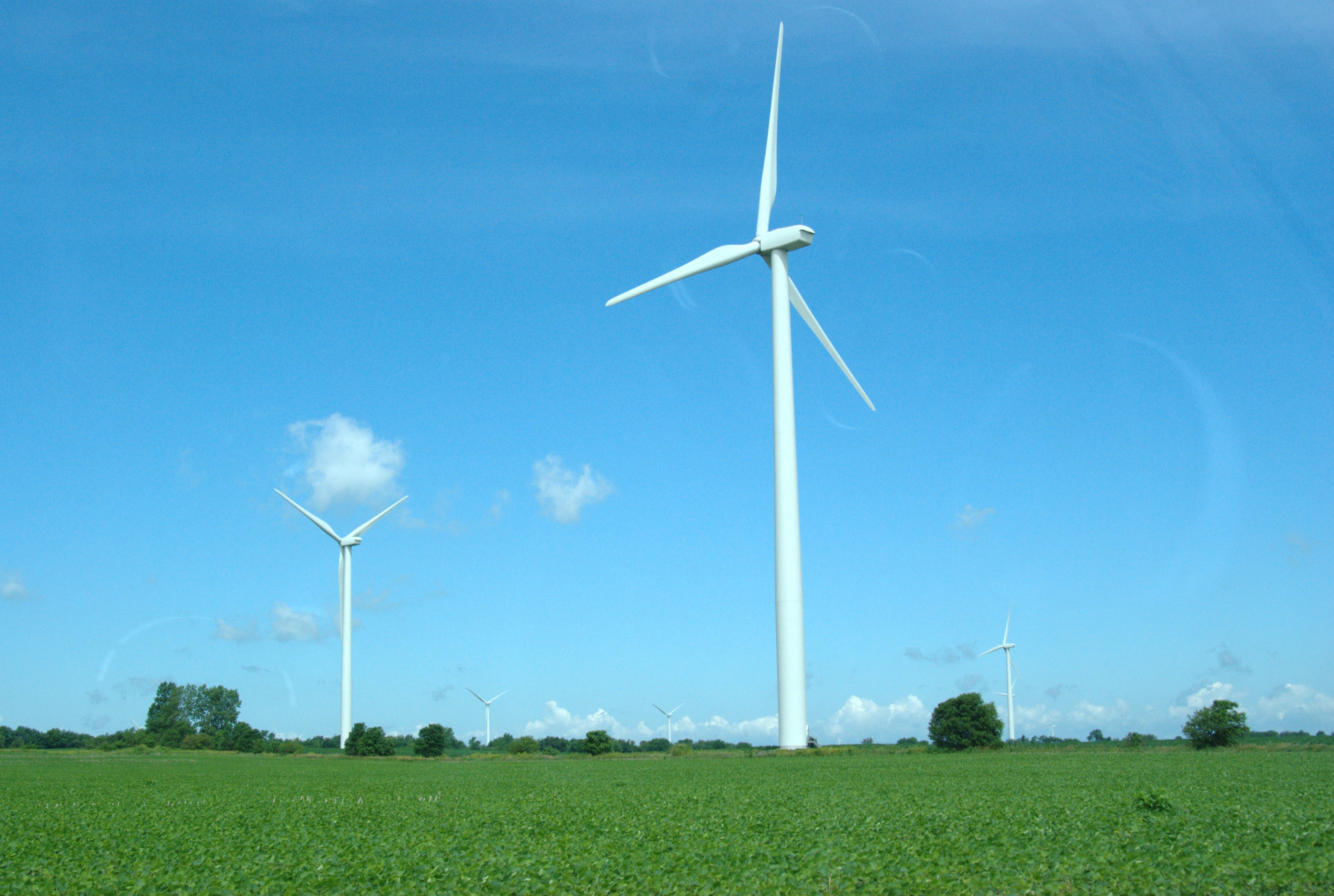
نیروگاه بادی فاولر ریدج، متعلق به بی‌پی سولار

باتوجه به انجام پروژه‌های عظیم و بزرگ در سراسر جهان، بی‌پی در یک برنامه آموزشی علمی یک ساله برای مدیران ارشد پروژه خود، تحت عنوان؛ «پروژه‌های آکادمی»، تاکنون به تربیت ۱۰۴ مسئول پروژه‌های بزرگ، همت گماشته است. این دوره متشکل از ۳ جلسه آموزش تمام‌وقت و حضوری دوهفته‌ای، در مؤسسه فناوری ماساچوست، همراه با آموزش مجازی است، که از سوی اساتید برجسته این دانشگاه، طراحی شده است و مباحث و مفاهیم رهبری، کسب‌وکار و مهندسی در مدیریت پروژه‌های سرمایه‌ای بزرگ، تلفیق و ادغام شده است.
این برنامه علی‌رغم این‌که ابتدا تصور می‌شد، با توجه به زمان کاری مدیران، عملی نباشد، برای ۲ سال برگزار شده و در سال ۲۰۰۷ تعداد ۸۷ نفر در آن ثبت نام کردند. مدیرانی که این دوره را می‌گذرانند، مجهز به مهارت‌های لازم برای اداره پروژه‌هایی خواهند شد، که حدود ۹۰٪ از سرمایه‌گذاری‌های بی‌پی را در بر می‌گیرند.

### برون‌سپاری منابع انسانی

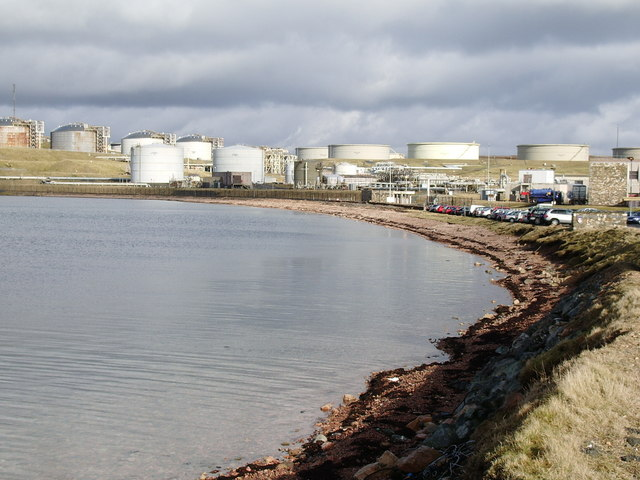
مخازن ترمینال شتلند

شرکت اگزالت، مسئول ارائه خدمات به ۵۰٫۰۰۰ نفر از کارکنان آمریکایی و انگلیسی بی‌پی است. در قراردادی به ارزش ۶۰۰ میلیون دلار و طی ۷ سال، شرکت مذکور موظف است با کمک بی‌پی در ۱۸ فرایند متفاوت فعالیت کند. (آموزش، توسعه سازمانی، استراتژی روابط کار، جبران خدمات، اداره و تخصیص کارکنان خارجی، خدمات اطلاعات، مزایا، پذیرش، روابط کارکنان، استخدام، حقوق و دستمزد، توسعه کارکنان، جداسازی، مدیریت عملکرد، جابجایی داخلی و فناوری اطلاعات).
این امر بین دو طرف تقسیم شده و شرکت اگزالت مسئول طراحی سیستم‌ها و راه‌اندازی، روتین کارکنان، جمع‌آوری اطلاعات، پردازش و بازیابی اطلاعات، گزارش‌دهی به مدیریت، مدیریت فروش و اداره وظایف بی‌پی است. بی‌پی نیز مسئول برنامه‌ریزی راهبردی، تصمیمات سیاست‌گذارانه، روابط کارکنان، پیگیری شکایات حقوقی و ارائه منابع تخصصی است.
بی‌پی برای ساده کردن امور، دست به استانداردسازی زده است و مثلاً ۱۰۰ نوع قرارداد استخدامی را به ۱۰ نوع کاهش داده است و شرکت اگزالت هم با ارائه اطلاعات عملیاتی مثل پرداخت‌های دستمزد، کارکنان را قادر ساخته تا با ارائه خدمات کار و فرصت‌های شغلی خود را مدیریت و به فرصت برابر دست یابند.
این شرکت در اقدام دیگر و در نواحی فاقد نیروی جوان، با توجه به پیری جمعیت و کاهش نیروهای متخصص و عدم امکان تأمین نیروی جدید، مبادرت به استخدام نیروهای قدیمی و بازنشسته و جذب آن‌ها کرده است؛ مثلاً در استرالیا، با توجه به ممنوعیت قانونی استخدام افراد بازنشسته در سال ۱۹۸۶ در این کشور، جهت برابری فرصت‌ها، واحد منابع انسانی این شرکت، توانست با کسب مجوز قانونی معافیت از این قانون برای ۲ سال، به استخدام افراد بالای ۴۵ سال مبادرت کند.

## ارتباطات

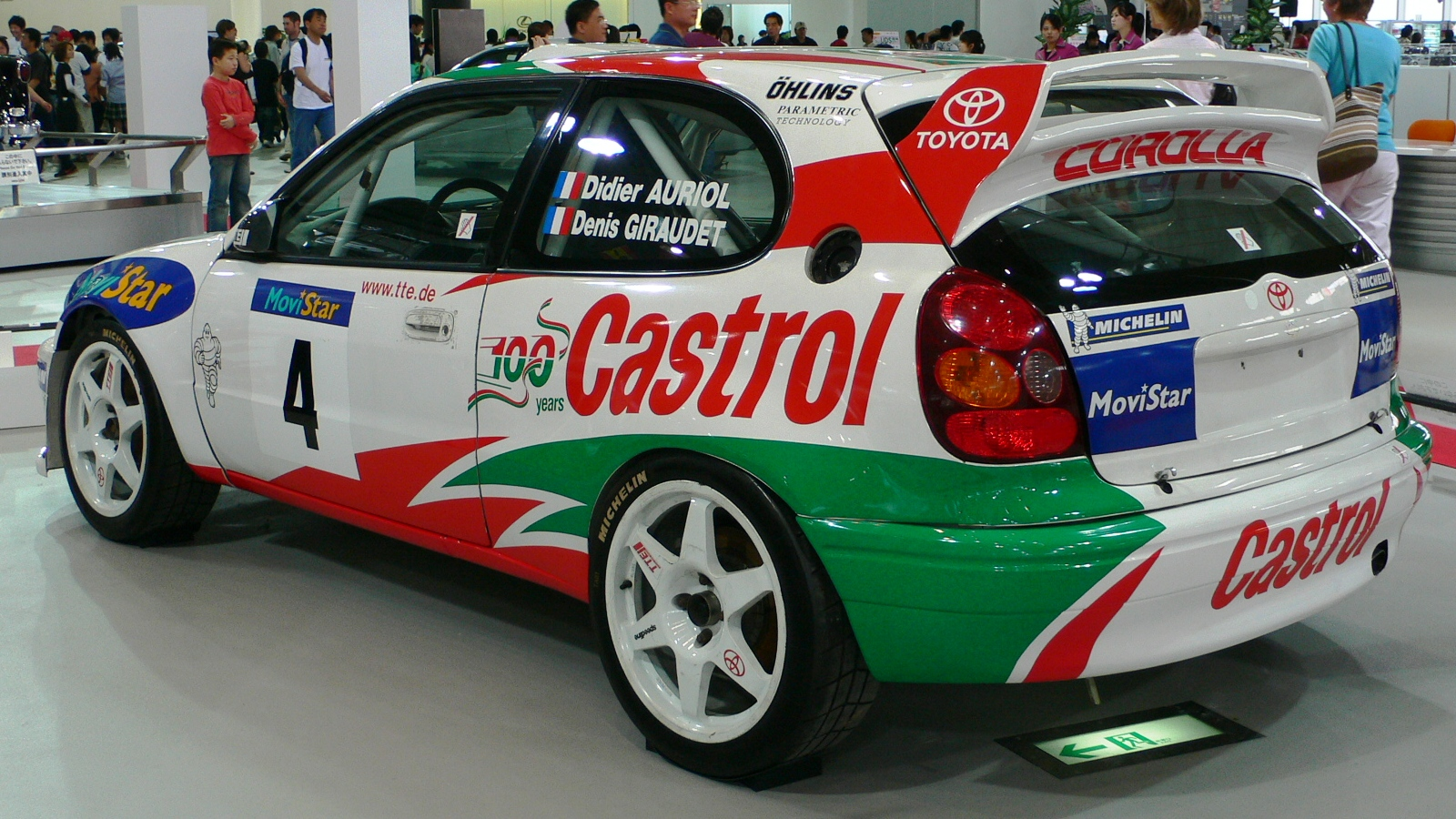
تویوتا کرولا با نشان کسترول (برند متعلق به بی‌پی)

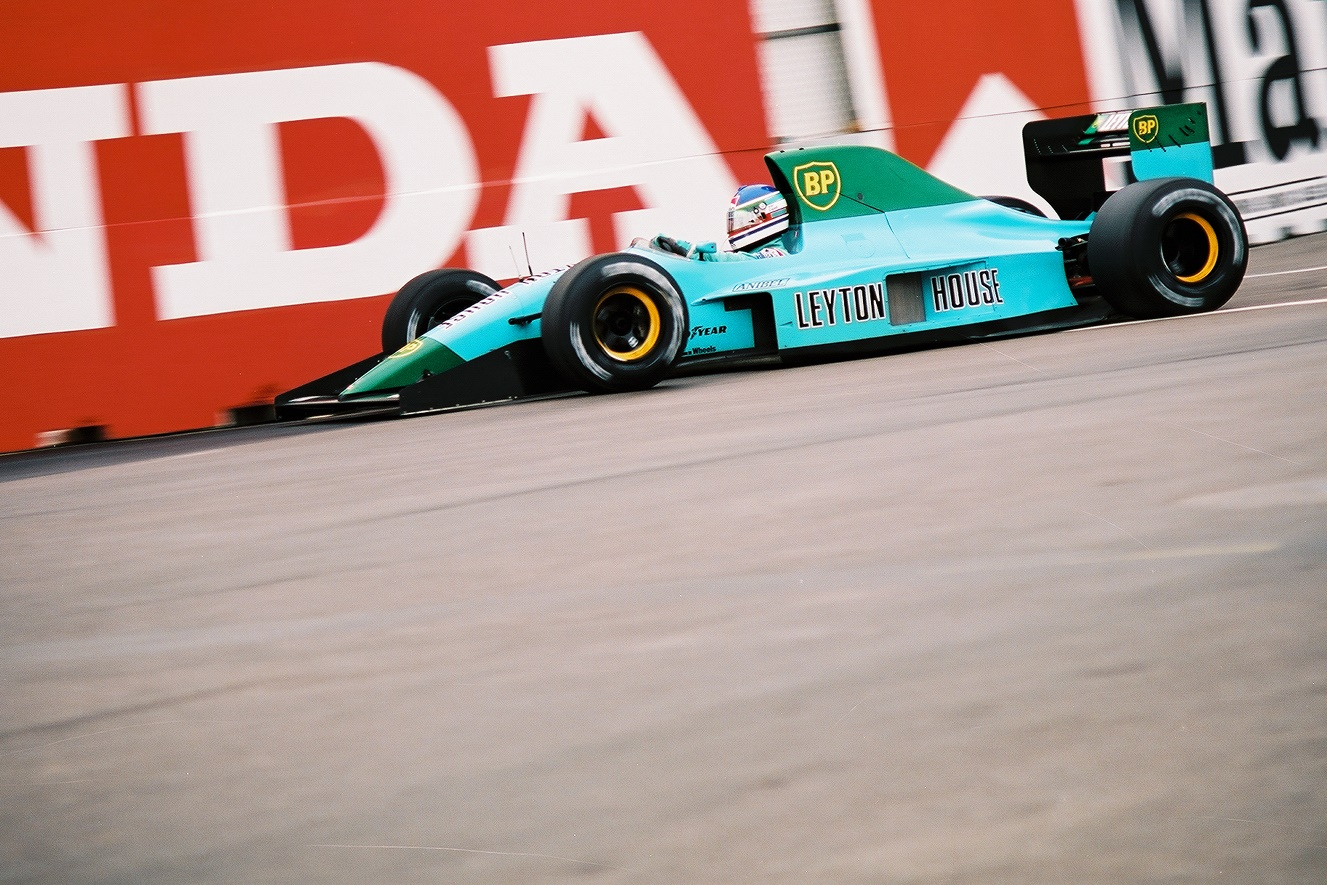
ایوان کاپلی، راننده «لیتون هاوس»، (اسپانسر بی‌پی)

شرکت بی‌پی، با راه‌اندازی واحد خدمات «اُپن تاک هلپینگ» به پرسنل خود این امکان را می‌دهد که با تماس با اپراتور، ضمن پشتیبانی از زبان‌های مختلف، از طریق فکس، ایمیل و فرستادن نامه به صورت ۲۴ ساعته در ۷ روز هفته در دسترس بوده و نگرانی‌های حقوقی، مقرراتی و آیین‌نامه‌های شرکت و عدم رعایت آن‌ها را طرح کنند. همه گزارش‌های این مرکز خدماتی، پیش از ارسال به اشخاص مرتبط، به یک واحد و فرد مستقل فرستاده می‌شود. این فرد یکی از مدیران ارشد بی‌پی است که به موارد طرح شده، دستور پاسخ یا در صورت لزوم، بازرسی صادر خواهد کرد. نام افراد تماس گیرنده نیز افشا نمی‌شود و در صورت افشا و تلافی‌جویی، خاطیان مجازات خواهند شد!
این مرکز در سال ۲۰۰۵ افتتاح شده و در سال ۲۰۰۶ با آگاه شدن کارکنان از آن ۱۰۴۶ مورد شکایت از ۵۶ کشور در آن طرح شده است. پیمایش این مرکز، سال ۲۰۰۶ نشان داده که ۸۶٪ درصد کارکنان از وجود آن آگاهند و ۶۷٪ درصد فکر می‌کنند می‌توانند نگرانی خود را بدون ترس از انتقام، در آن مطرح کنند. نگرانی‌های طرح‌شده این سال مربوط به سرپرستی کارکنان، رعایت مقررات «اچ‌اس‌ای» و نیز برخورد منافع بوده است. سایر مراکز تسلیم شکایات کارکنان نیز عبارتند: از شورای کار، مرکز مشاوره کارکنان، اتحادیه‌های کارکنان و واحد رسیدگی به شکایات. هریک از این واحدها از طریق اینترانت شرکت، قابل دسترسی است. این شرکت مجلات با سابقه و حرفه‌ای متعددی را، در میان کارکنان خود منتشر می‌کند. «بی‌پی مگزین»، مجله‌ای است، که در سطح بین‌المللی منتشر می‌شود و یک کادر حرفه‌ای، آن را اداره می‌کنند، کیفیت عکس و انتشار این مجله، جوایز متعددی را برای آن، به ارمغان آورده است.
در مجله فرانتیز به موضوع فناوری و نوآوری در این شرکت پرداخته می‌شود و مجله هورایزن، به کارکنان، پیمانکاران و سایر ذی‌نفعان این شرکت، تعلق دارد، که نظرات و مطالب مربوط به آن‌ها را منعکس می‌نماید. «فلگ»، نشریه دیگری از این شرکت است، که به کارکنان و مشخصا، بخش کشتیرانی بی پی، اختصاص دارد و ۱۰ شماره آن، در سال منتشر می‌شود. این شرکت، با ایجاد آرشیو عکس و فیلم به لحاظ تبلیغاتی در وبگاه رسمی خود و در بخش مطبوعات فعال است. از سویی، خلاصه آمار انرژی جهان نیز، از جمله آمار و اطلاعاتی است، که هر ساله، این شرکت منتشر می‌کند و مورد توجه و ارجاع مراکز زیادی واقع شده است. گزارش‌های آماری عملکرد سالانه، عملکرد مالی و گزارش پایداری این شرکت نیز، از جمله گزارش‌هایی است، که از سوی بی پی در دسترس عموم قرار داده می‌شود. در سایت بی‌پی، بخش «اینوستر» مسئول تعامل میان سهام‌داران و سرمایه‌گذاران، با شرکت است. در این صفحه، اطلاعات قیمت سهام این شرکت، هر ۲۰ دقیقه، ارائه و علاوه بر ارائه انواع آمار و اطلاعات مالی به افراد ذی‌نفع، انواع خدمات نیز ارائه می‌شود. اقدام دیگر، ایجاد کلاس‌های زبان انگلیسی در مدارس محلی، یا برای اجتماعات نزدیک به واحدهای تولیدی بی‌پی (مثلاً در جمهوری آذربایجان) است.

## دفاتر شرکت

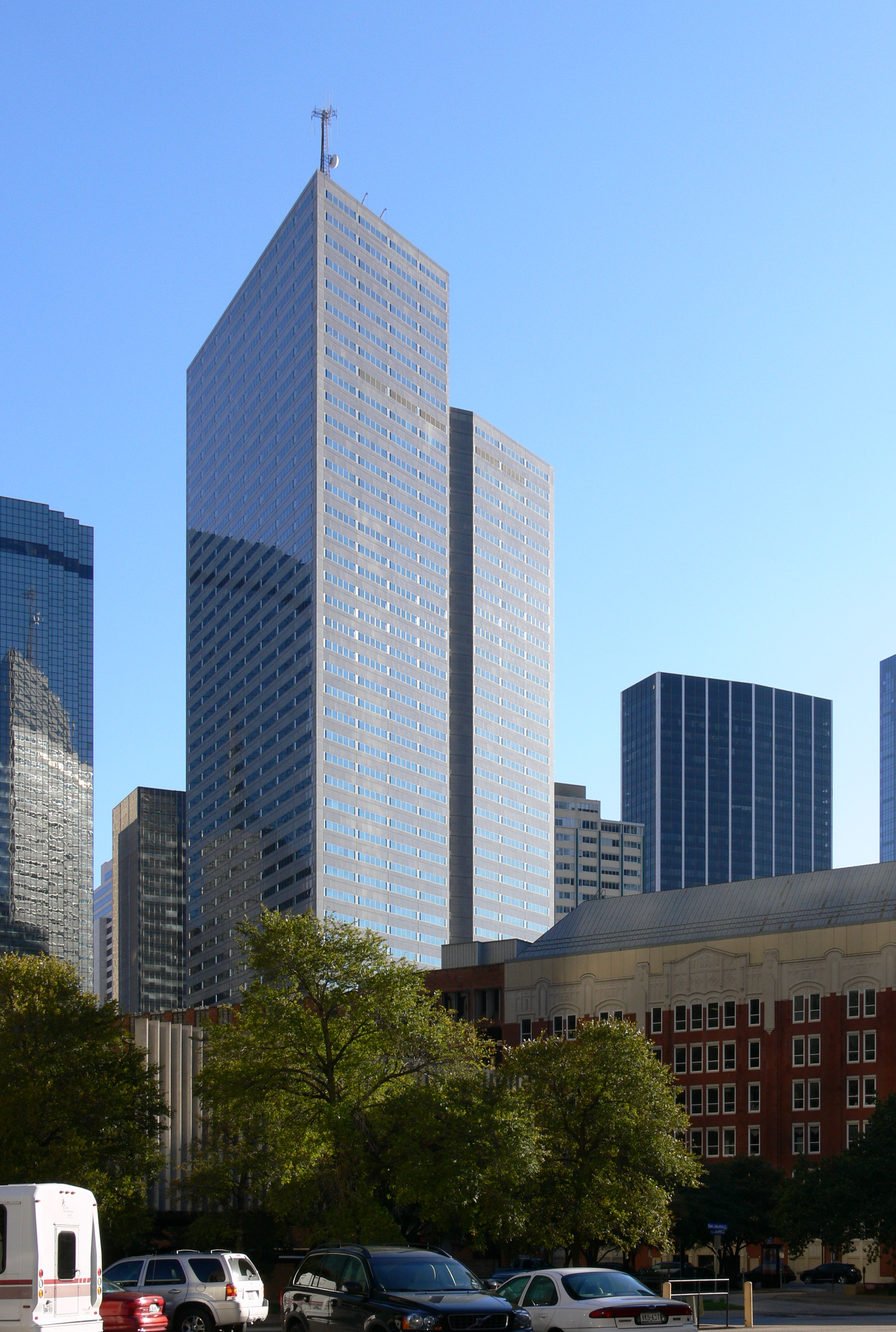
انرژی پلازا، دالاس
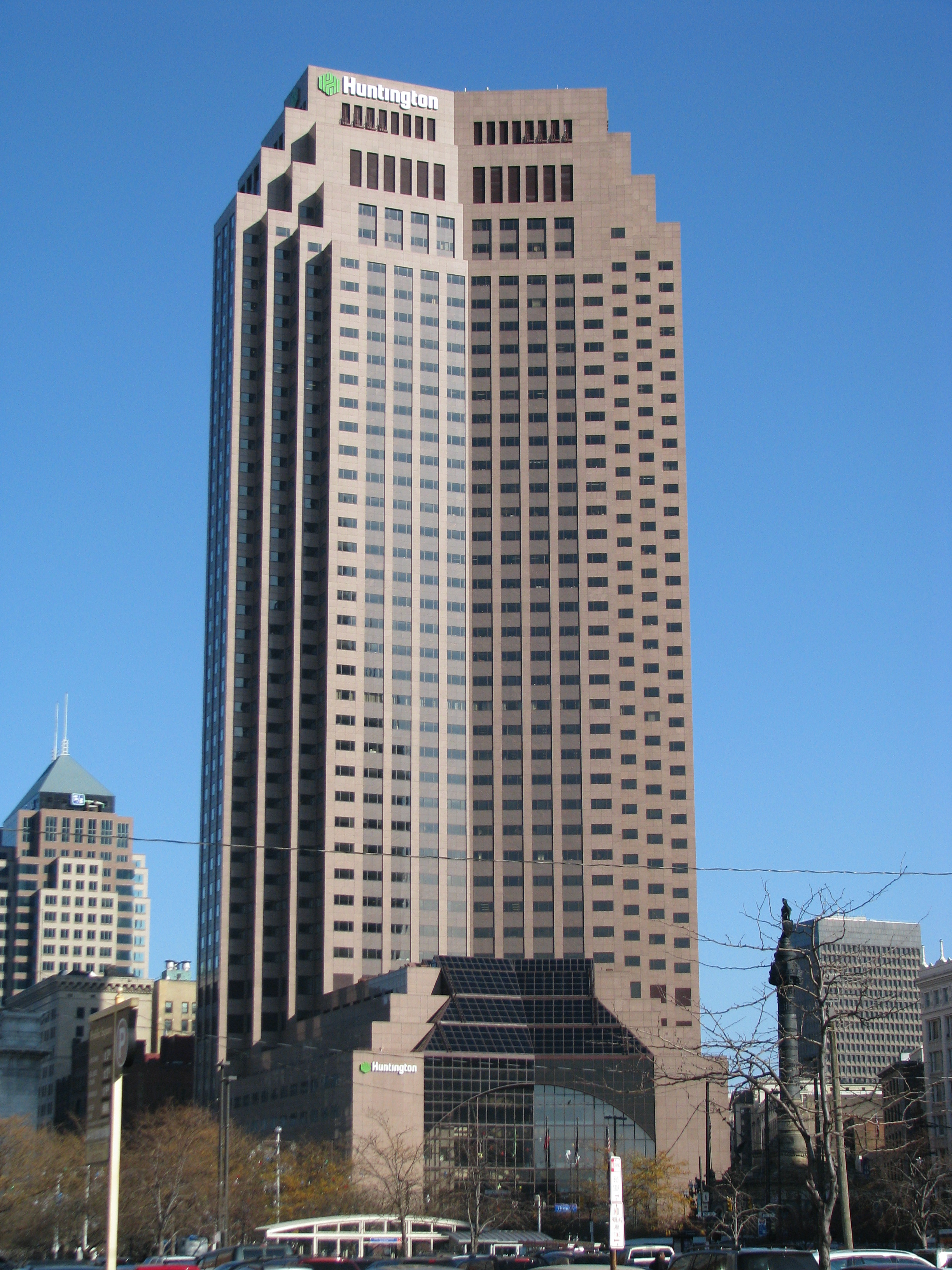
ساختمان بی‌پی، کلیولند، اوهایو
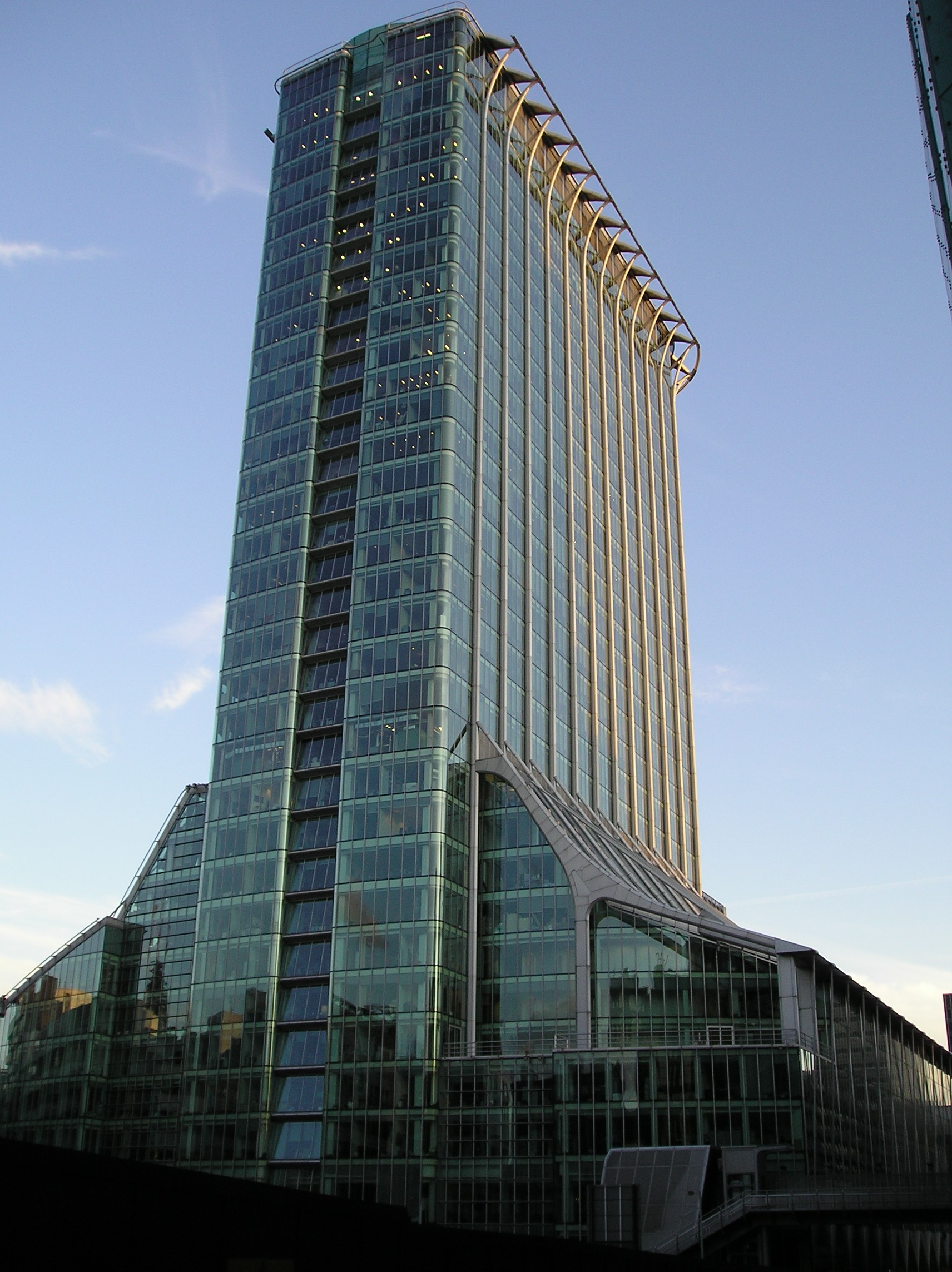
سیتی‌پوینت، لندن
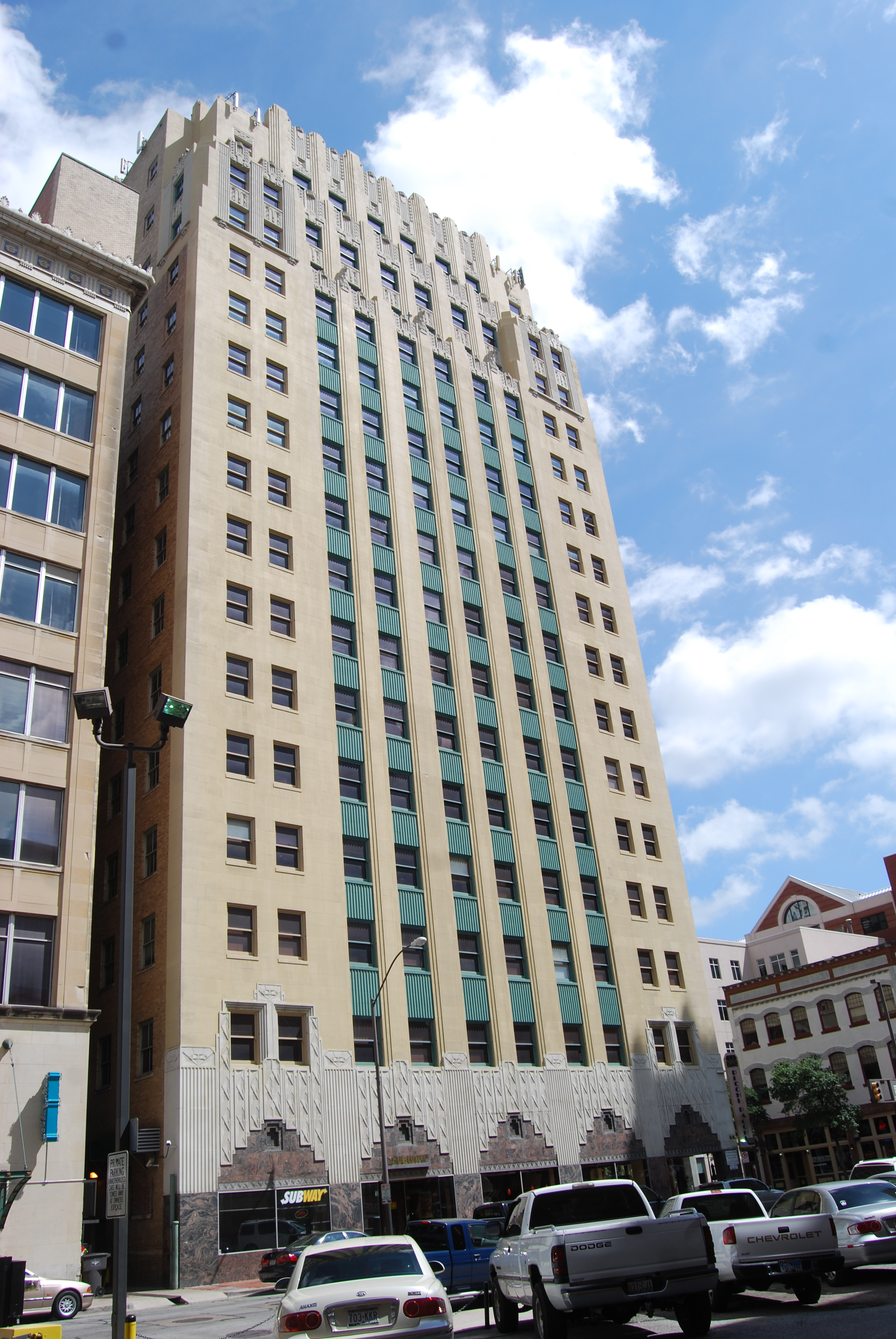
ساختمان سینکلر، فورت وورث، تگزاس
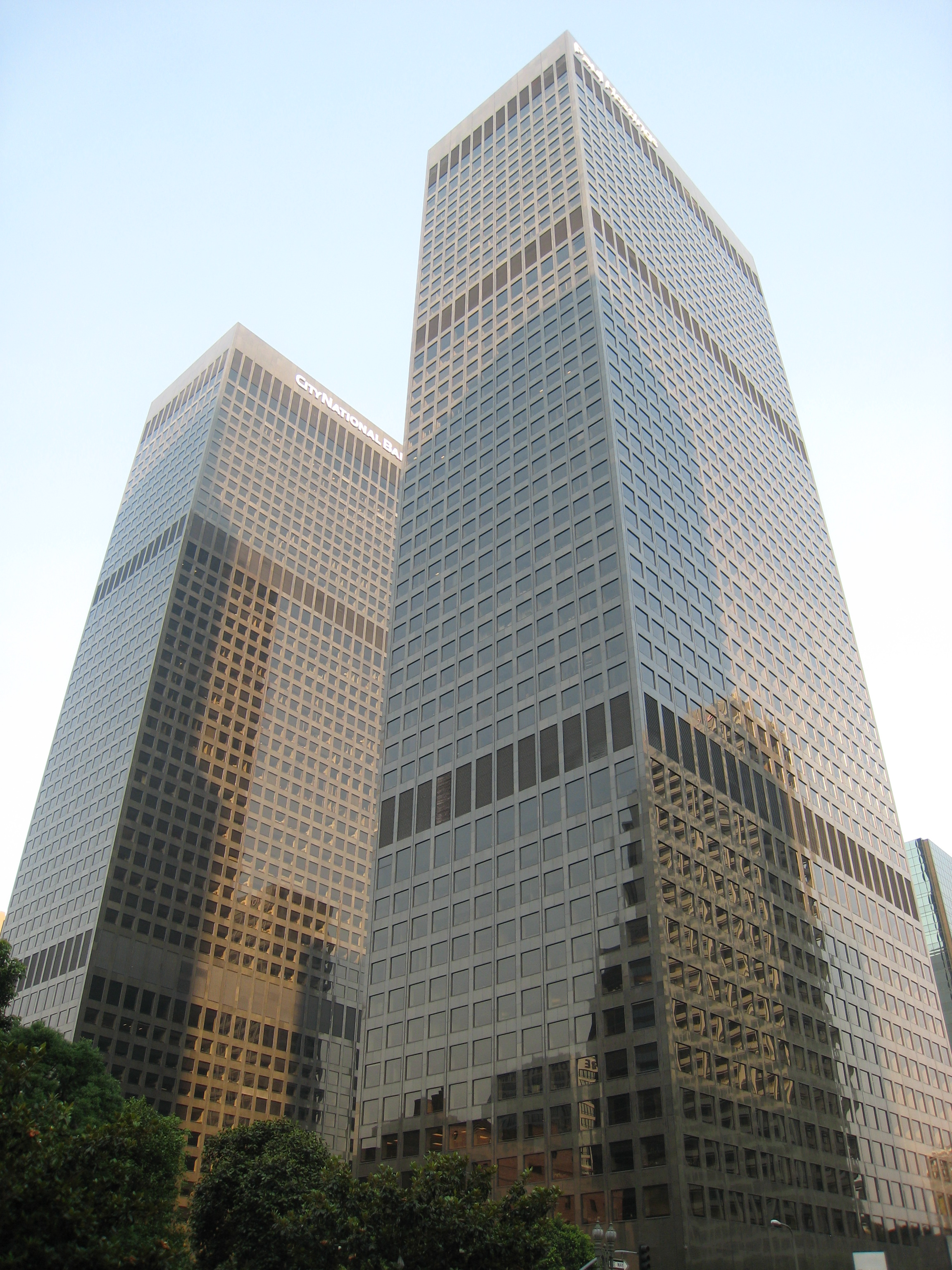
برج‌های دوقلو(آرکو)، لس آنجلس
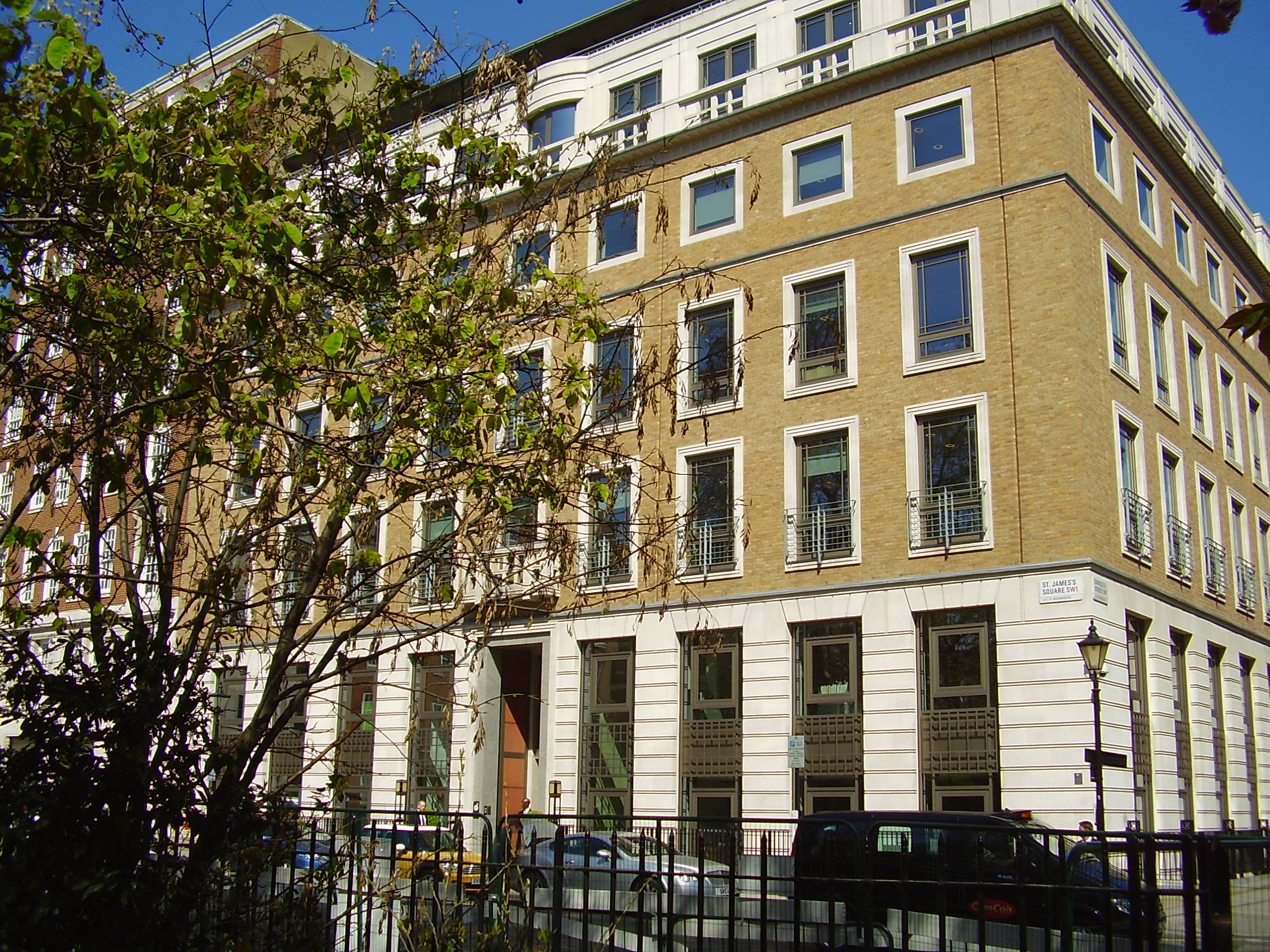
ساختمان مرکزی (ستاد)، لندن
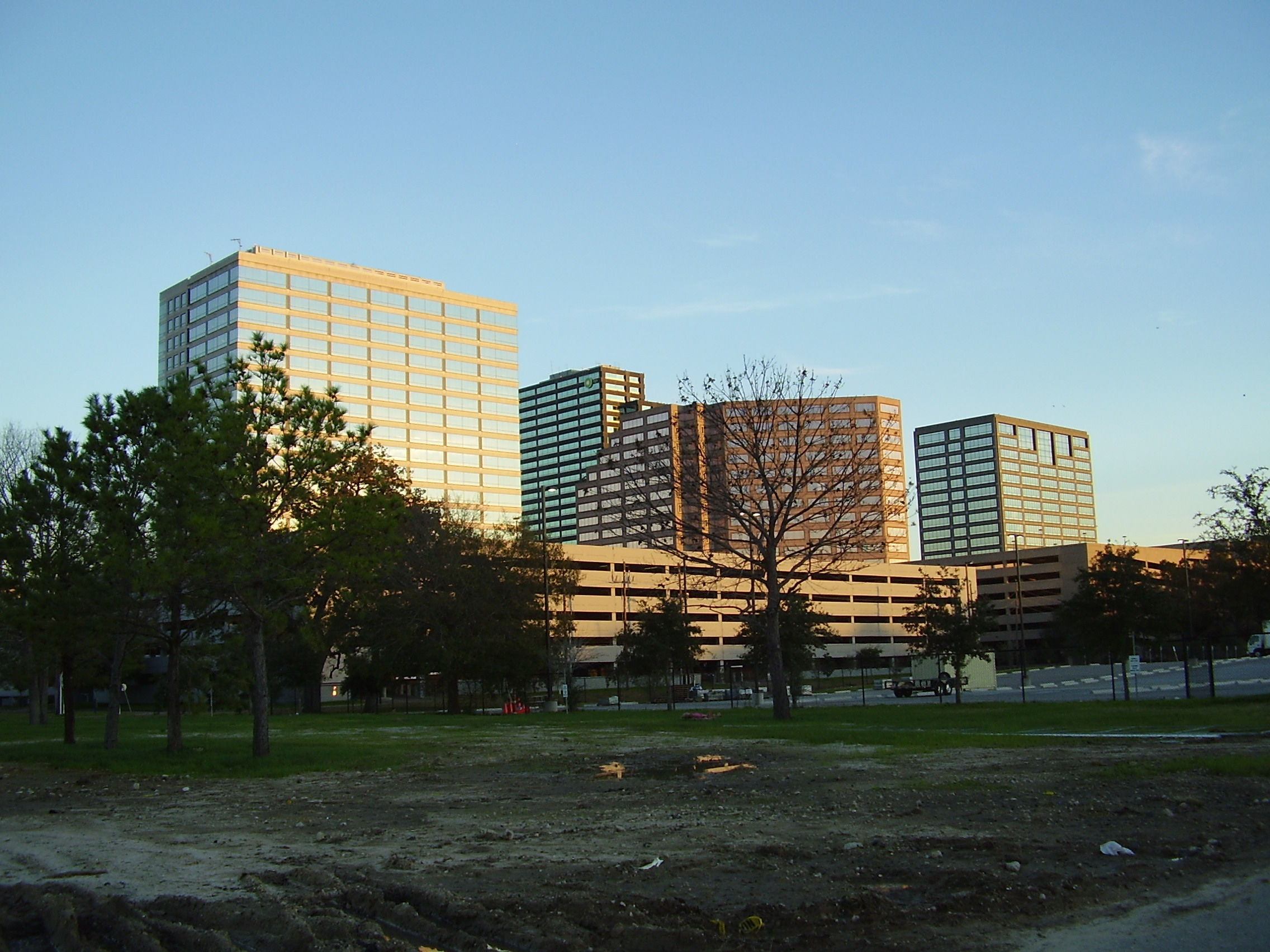
دفتر مرکزی بی‌پی آمریکا، هیوستون
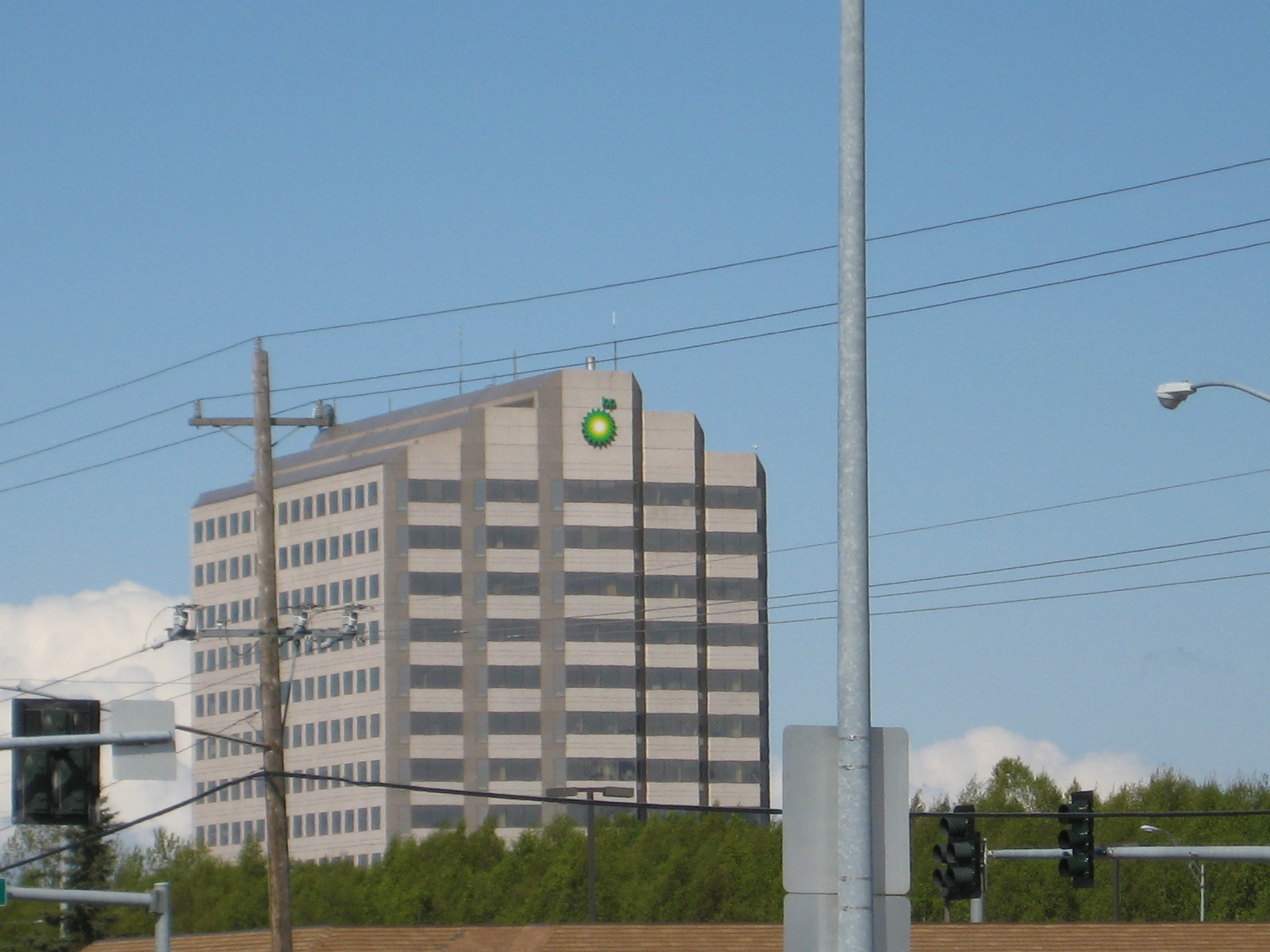
ساختمان بی‌پی، انکوریج
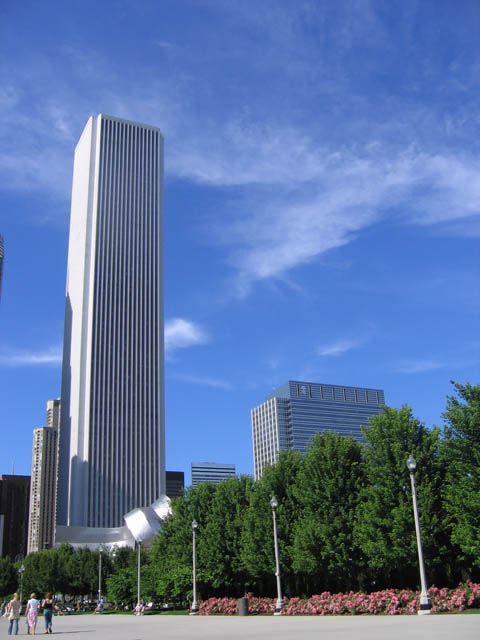
ایون سنتر، شیکاگو
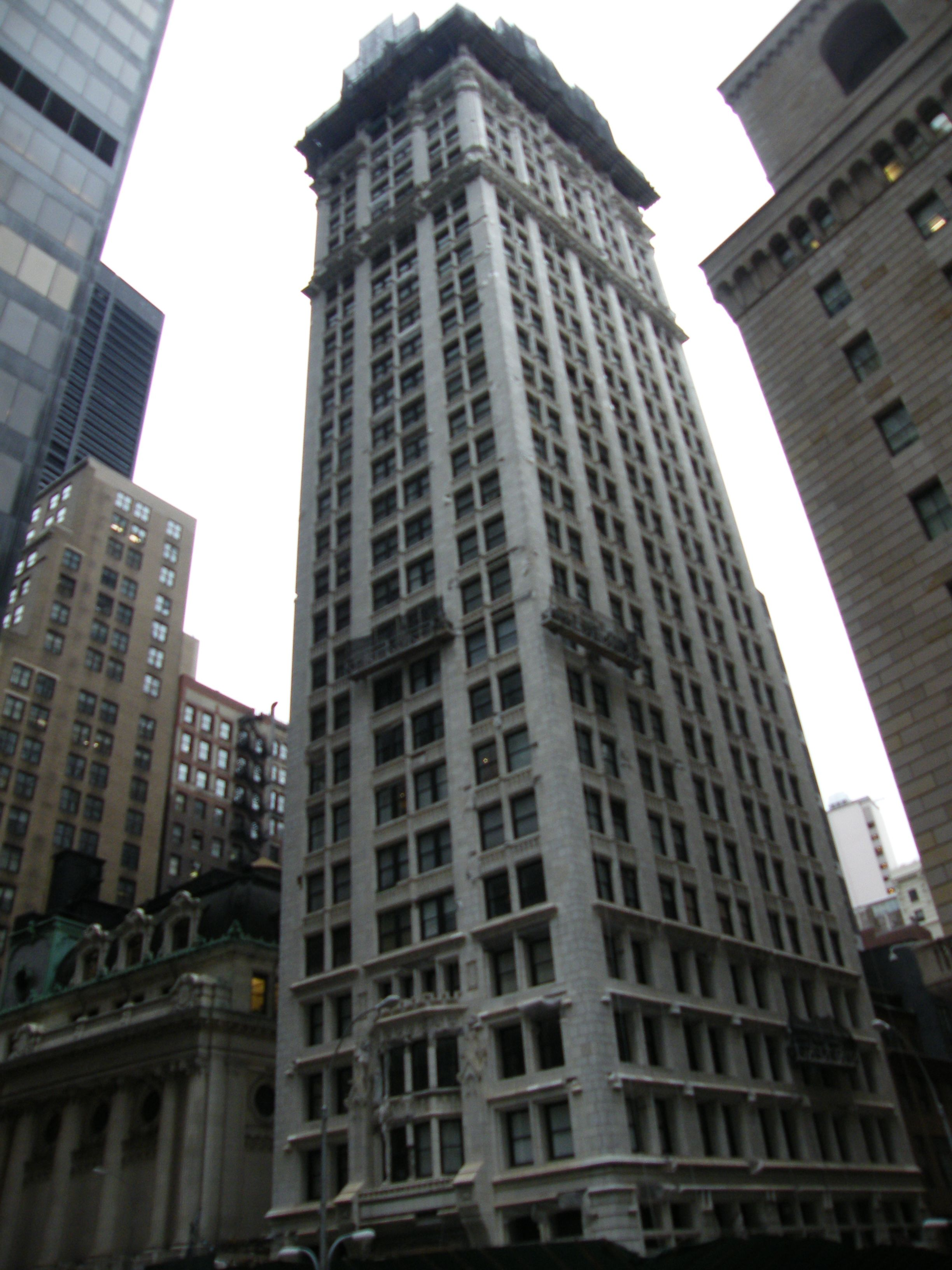
برج لیبرتی، نیویورک
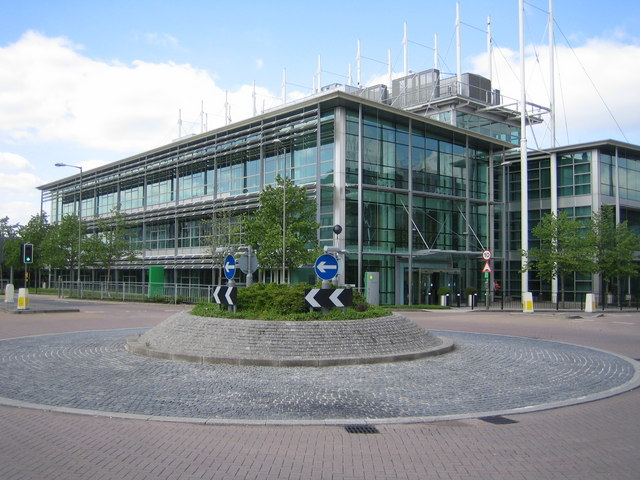
مرکز تحقیقات، ساری (انگلستان)
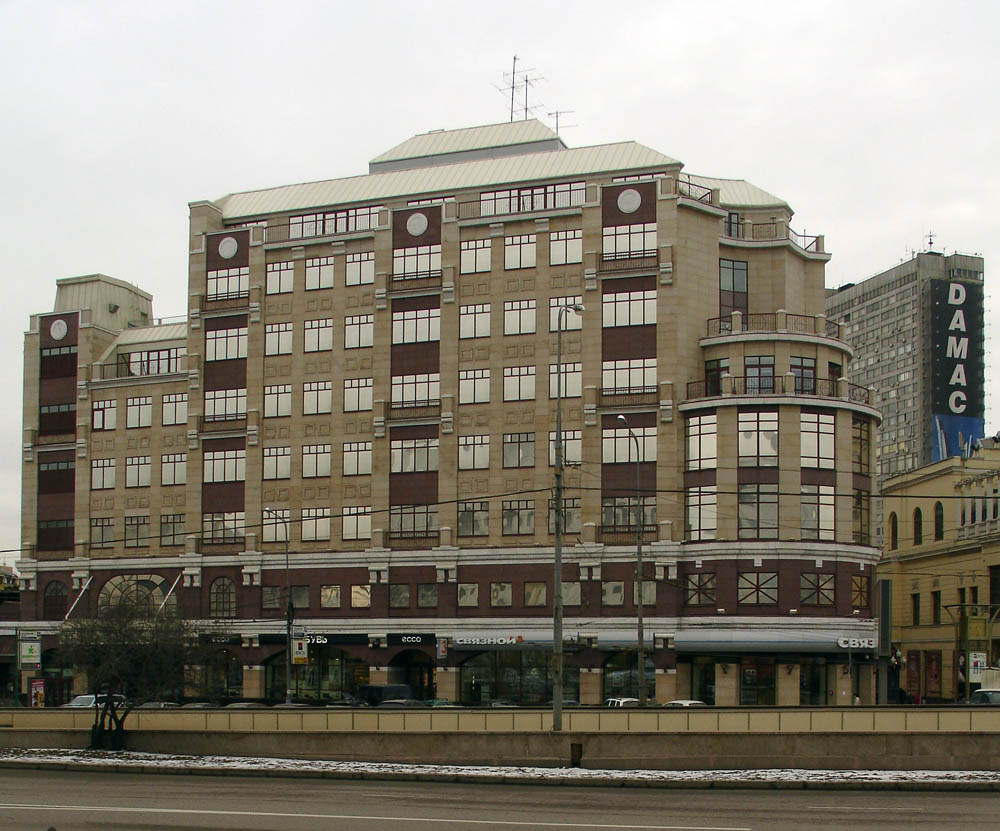
تی‌ان‌کی-بی‌پی، مسکو
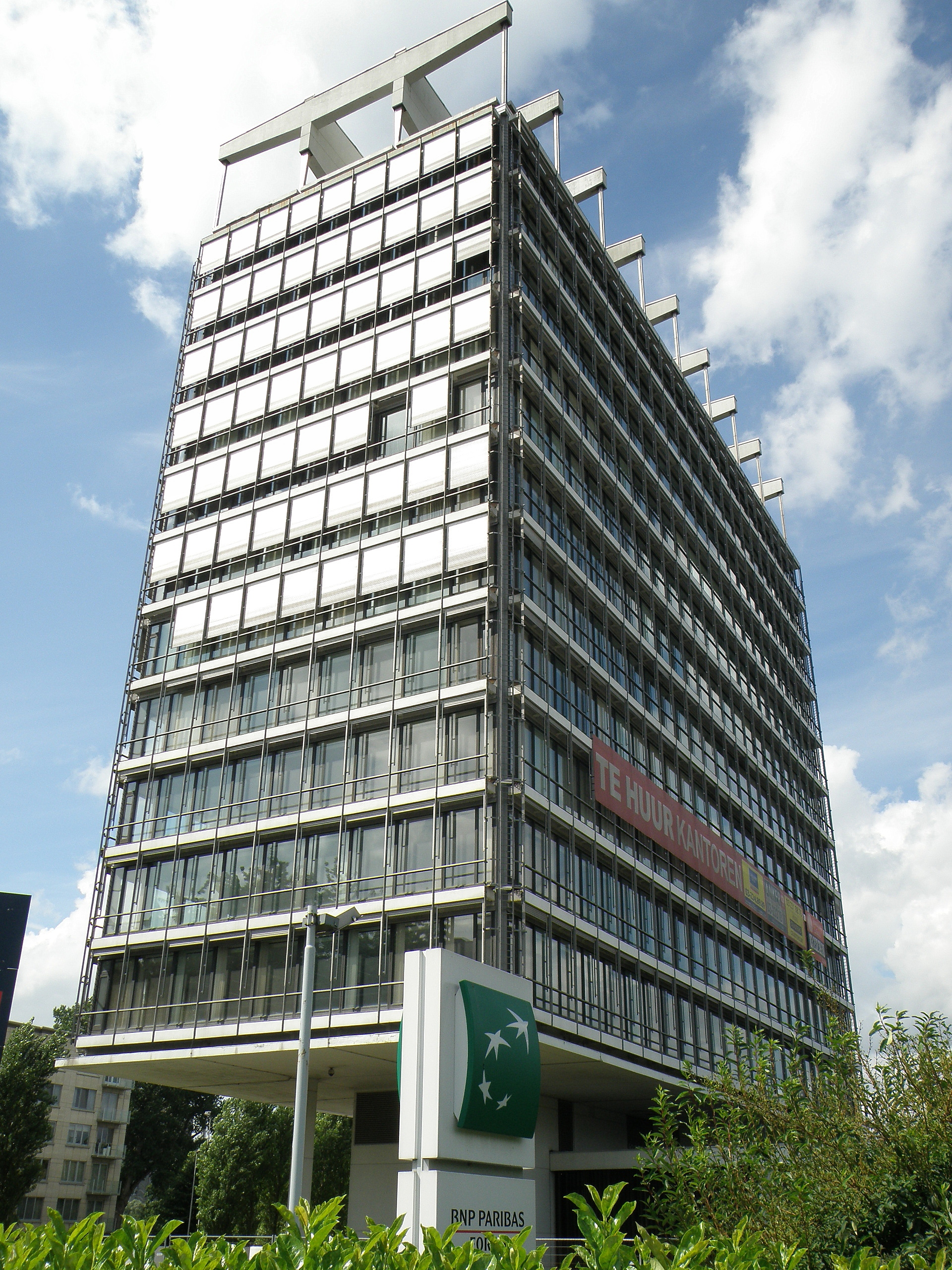
ساختمان بی‌پی، آنتورپ
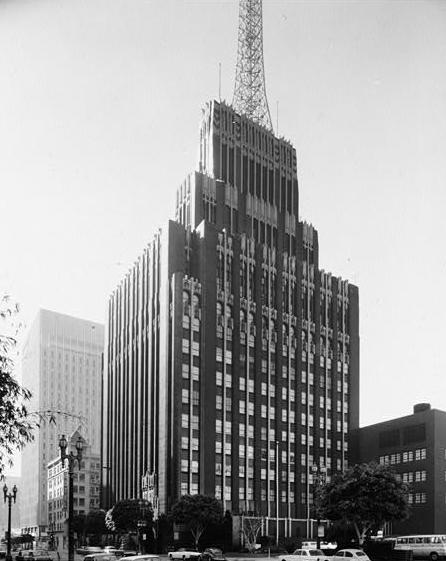
برج ریچفیلد، لس آنجلس